# 증강 현실

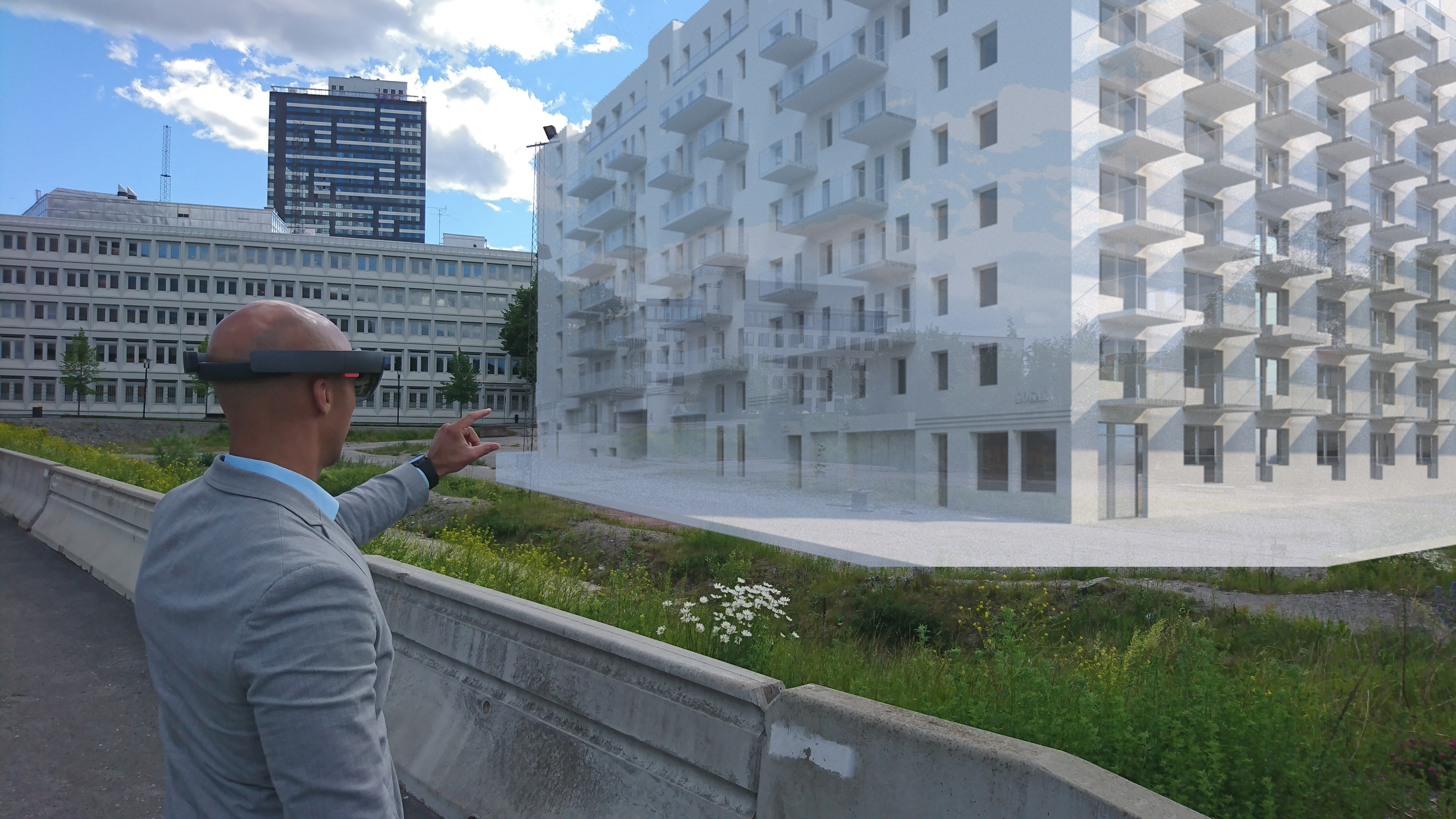
증강 현실 헤드셋을 사용하여 실제 크기의 가상 건물 모델을 보는 남자

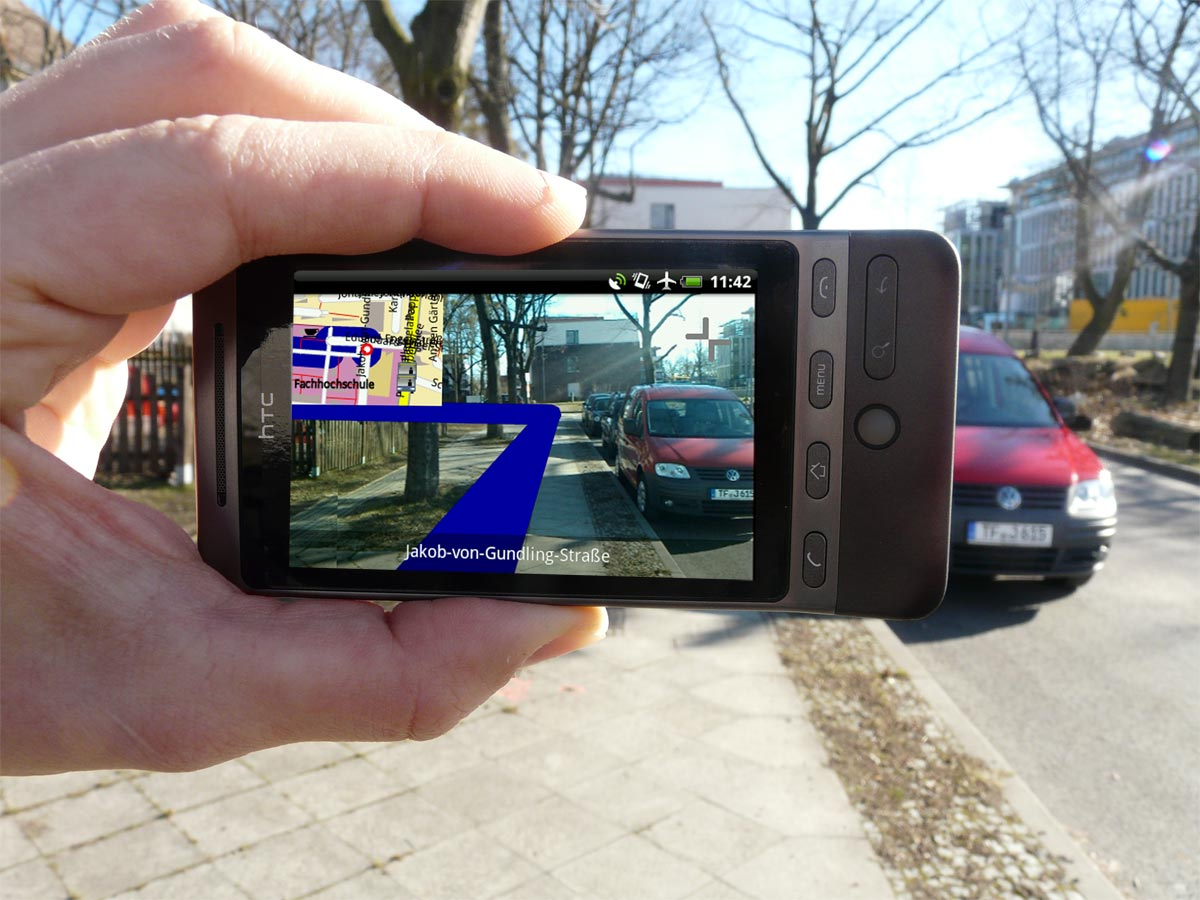
증강 현실 지도 애플리케이션

증강 현실(增强現實, AR, augmented reality) 또는 혼합 현실(mixed reality, MR)은 휴대용 장치나 헤드 마운티드 디스플레이와 같은 디스플레이를 통해 실시간 3차원 컴퓨터 그래픽스를 실제 세계의 일부에 오버레이하는 기술이다. 이 경험은 물리적 세계와 원활하게 얽혀서 실제 환경의 실감형 측면으로 인식된다.
증강 현실의 주요 가치는 디지털 세계의 구성 요소가 사용자의 환경에서 실제처럼 인식되는 실감형 감각의 통합을 통해 사람의 실제 세계 인식과 어떻게 조화를 이루는지에 있다. 사용자에게 몰입형 혼합 현실 경험을 제공한 최초의 기능적 AR 시스템은 1990년대 초에 발명되었으며, 1992년 미 공군 암스트롱 연구소에서 개발된 가상 고정 장치 시스템으로 시작되었다. 상업적 증강 현실 경험은 엔터테인먼트 및 게임 산업에서 처음 도입되었다. 이후 증강 현실 응용 프로그램은 교육, 통신, 의학 및 엔터테인먼트와 같은 산업으로 확장되었다.
증강 현실은 자연 환경이나 상황을 향상시키는 데 사용될 수 있으며, 지각적으로 풍부한 경험을 제공한다. 고급 AR 기술(예: 컴퓨터 비전 추가, 스마트폰 애플리케이션에 AR 카메라 통합, 객체 인식)의 도움으로 사용자의 주변 실제 세계에 대한 정보는 대화형으로 디지털적으로 조작된다. 환경과 그 객체에 대한 정보는 실제 세계 위에 오버레이된다. 이 정보는 가상일 수도 있고 실제일 수도 있는데, 예를 들어 전자기파와 같은 다른 실제 감지되거나 측정된 정보를 공간에 실제로 있는 위치에 정확히 정렬하여 오버레이하는 것을 볼 수 있다. 증강 현실은 암묵적 지식의 수집 및 공유에도 많은 잠재력을 가지고 있다. 몰입형 지각 정보는 스포츠 행사의 라이브 비디오 피드 위에 점수와 같은 보충 정보와 결합되기도 한다. 이것은 증강 현실 기술과 전방 시현기 기술(HUD)의 이점을 모두 결합한다.
증강 현실 애플리케이션 프레임워크에는 ARKit 및 ARCore가 포함된다. 상업용 증강 현실 헤드셋에는 매직 리프 1 및 마이크로소프트 홀로렌즈가 포함된다. 여러 회사에서 증강 현실 기능을 갖춘 스마트글래스 개념을 홍보해왔다.
증강 현실은 실제와 가상 세계의 결합, 실시간 상호 작용, 가상 및 실제 객체의 정확한 3D 등록이라는 세 가지 기본 기능을 통합하는 시스템으로 정의될 수 있다. 오버레이된 감각 정보는 구성적(즉, 자연 환경에 추가되는)이거나 파괴적(즉, 자연 환경을 가리는)일 수 있다. 따라서 이는 현실-가상 연속체의 핵심 기술 중 하나이다. 증강 현실은 인위적이며 이미 존재하는 현실에 추가되는 경험을 의미한다.

## 혼합 현실/가상 현실과의 비교
증강 현실(AR)은 혼합 현실(MR)과 대체로 동의어이다. 또한 확장 현실 및 컴퓨터 매개 현실과 용어적으로 겹치는 부분이 있다. 그러나 2020년대에는 AR과 MR 간의 차이가 강조되기 시작했다.

확장 현실의 유형

혼합 현실(MR)은 물리적 세계와 가상 세계를 매끄럽게 통합하여 증강 현실(AR)을 뛰어넘는 첨단 기술이다. MR에서는 사용자가 실제 환경에서 디지털 콘텐츠를 볼 수 있을 뿐만 아니라, 마치 물리적 세계의 실체적인 부분인 것처럼 상호 작용할 수도 있다. 이는 메타 퀘스트 3S 및 애플 비전 프로와 같은 장치를 통해 가능하며, 이러한 장치는 여러 카메라와 센서를 활용하여 가상 및 물리적 요소 간의 실시간 상호 작용을 가능하게 한다. 햅틱 기술을 통합한 혼합 현실은 때때로 시각-촉각 혼합 현실이라고 불리기도 한다.
가상 현실(VR)에서는 사용자의 인식이 완전히 컴퓨터로 생성되지만, 증강 현실(AR)에서는 부분적으로 생성되고 부분적으로는 실제 세계에서 비롯된다. 예를 들어, 건축 분야에서 VR은 새로운 건물의 내부를 걸어 다니는 시뮬레이션을 만드는 데 사용될 수 있으며, AR은 건물의 구조와 시스템을 실시간 보기에 중첩하여 보여주는 데 사용될 수 있다. 또 다른 예는 유틸리티 응용 프로그램의 사용을 통한 것이다. 오그먼트(Augment)와 같은 일부 AR 응용 프로그램은 사용자가 디지털 객체를 실제 환경에 적용할 수 있도록 하여 기업이 증강 현실 장치를 사용하여 실제 세계에서 제품을 미리 볼 수 있는 방법을 제공한다. 마찬가지로, 마운틴 이큅먼트 코옵이나 로우스와 같이 증강 현실을 사용하여 고객이 집에서 제품이 어떻게 보일지 미리 볼 수 있도록 하는 회사들이 보여주듯이, 고객을 위한 환경에서 제품이 어떻게 보일지 데모하는 데도 사용될 수 있다.
증강 현실(AR)은 가상 현실(VR)과 달리 주변 환경이 '실제'이며 AR은 실제 환경에 가상 객체를 추가할 뿐이라는 점에서 차이가 있다. 반면에 VR에서는 주변 환경이 완전히 가상이며 컴퓨터로 생성된다. AR이 실제 세계에 객체를 중첩하는 방식은 증강 현실 게임에서 볼 수 있다. WallaMe는 지리 위치 기술을 활용하여 사용자가 원하는 곳이면 어디든 메시지를 숨길 수 있도록 하는 증강 현실 게임 애플리케이션이다.
물리학적 맥락에서 "인터리얼리티 시스템"이라는 용어는 실제 세계의 대응물과 결합된 가상 현실 시스템을 지칭한다. 2007년 논문에서는 실제 물리적 진자와 가상 현실에만 존재하는 진자가 결합된 인터리얼리티 시스템을 설명한다. 이 시스템에는 두 가지 안정적인 운동 상태가 있다: 두 진자의 움직임이 상관 관계가 없는 "이중 현실" 상태, 그리고 진자가 안정적인 위상 고정 운동을 보여 매우 상관 관계가 있는 "혼합 현실" 상태이다. "혼합 현실"과 "인터리얼리티"라는 용어의 사용은 물리학의 맥락에서 명확하게 정의되어 있으며 다른 분야에서는 약간 다를 수 있지만, 일반적으로 "물리적 세계와 가상 세계를 연결하는 것"으로 이해된다.

## 역사

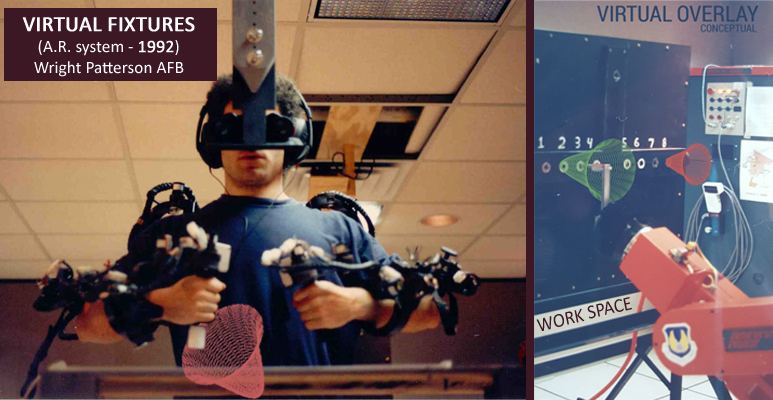
Virtual Fixtures – 최초의 AR 시스템, 미국 공군, 라이트-패터슨 공군 기지 (1992)

- 1901: 작가 라이먼 프랭크 바움은 그의 공상 과학 소설인 마스터 키에서 데이터가 실제 생활(이 경우 '사람') 위에 겹쳐지는 전자 디스플레이/안경의 아이디어를 처음 언급한다. 이것은 '캐릭터 마커'라고 불린다.[29]
- 전방 시현기(HUDs), 증강 현실의 전신 기술은 1950년대에 조종사들을 위해 처음 개발되었으며, 간단한 비행 데이터를 시야에 투사하여 조종사들이 "고개를 들고" 계기를 내려다보지 않도록 했다. 이것은 투명 디스플레이이다.
- 1968: 아이번 서덜랜드는 컴퓨터로 그래픽을 렌더링하는 최초의 헤드 마운티드 디스플레이를 제작한다.[30]
- 1975: 마이론 크루거는 사용자가 가상 객체와 상호 작용할 수 있도록 Videoplace를 만든다.
- 1980: 일리노이 대학교의 게이반 린턴의 연구는 실제 비행 기술을 가르치는 데 전방 시현기의 가치를 보여주는 최초의 출판물이다.[31]
- 1980: 스티브 맨은 사진으로 매개된 장면에 텍스트와 그래픽 오버레이를 적용한 컴퓨터 비전 시스템인 최초의 착용 컴퓨터를 만든다.[32]
- 1986: IBM에서 론 파이겐블라트(Ron Feigenblatt)는 오늘날 가장 널리 경험되는 AR 형태(즉, "마법의 창", 예: 스마트폰 기반 포켓몬 GO)를 설명하며, 손으로 배치하고 방향을 잡는 작고 "스마트한" 평면 패널 디스플레이를 사용한다.[33][34]
- 1987: 더글러스 조지(Douglas George)와 로버트 모리스(Robert Morris)는 실제 하늘 이미지 위에 다중 강도 별, 천체 이미지 및 기타 관련 정보를 망원경 접안렌즈에 중첩하는 천문학 망원경 기반 "전방 시현기" 시스템(증강 현실의 전신 개념)의 작동 프로토타입을 만든다.[35]
- 1990: 증강 현실이라는 용어는 전 보잉 연구원인 토마스 P. 코델에게 귀속된다.[36]
- 1992: 루이스 B. 로젠버그는 미국 공군 연구소 암스트롱에서 인간의 지각에 이점을 입증한 최초의 작동하는 AR 시스템 중 하나인 가상 고정 장치를 개발했다.[37]
- 1992: 스티븐 K. 파이너, 블레어 매킨타이어 및 도리 셀리그만은 그래픽 인터페이스 컨퍼런스에서 AR 시스템 프로토타입인 KARMA에 대한 초기 논문을 발표한다.
- 1993: 마이크 아베르나티(Mike Abernathy) 외는 로크웰 콜린스 월드뷰를 사용하여 위성 지리적 궤적을 라이브 망원경 비디오에 오버레이함으로써 우주 파편을 식별하는 데 증강 현실을 처음 사용했다고 보고한다.[38]
- 1993: 위 논문의 널리 인용된 버전은 피에르 웰너, 웬디 매케이, 리치 골드가 편집한 Communications of the ACM – 컴퓨터 증강 환경 특집호에 게재된다.[39]
- 1993: 로럴 코퍼레이션(Loral WDL)은 미국 육군 시뮬레이션 및 훈련 기술 센터(STRICOM)의 후원으로 라이브 AR 장비 차량과 유인 시뮬레이터를 결합한 최초의 시연을 수행했다. 미공개 논문, J. Barrilleaux, "Experiences and Observations in Applying Augmented Reality to Live Training", 1999.[40]
- 1995: 매사추세츠 대학교의 S. Ravela 외는 증강 현실을 위해 단안 카메라를 사용하여 객체(엔진 블록)를 여러 시점에서 추적하는 비전 기반 시스템을 소개한다.[41][42]
- 1996: 제너럴 일렉트릭은 3D CAD 모델에서 실제 모델 인스턴스로 정보를 투영하는 시스템을 개발한다.[43]
- 1998: 노스캐롤라이나 대학교 채플힐에서 라메시 라스카르, 그렉 웰치, 헨리 푸크스가 공간 증강 현실을 소개한다.[44]
- 1999: 프랭크 델가도, 마이크 아베르나티 외는 아미 유마 프로빙 그라운드에서 헬리콥터로 랜드폼 소프트웨어 비디오 맵 오버레이를 사용하여 활주로, 유도로, 도로 및 도로 이름을 비디오 위에 오버레이하여 성공적인 비행 테스트를 보고한다.[45][46]
- 1999: 미국 해군 연구소는 도시 환경에서 작전하는 보병 병사의 상황 인식 및 훈련을 위한 초기 착용형 시스템을 시제품화하기 위해 전장 증강 현실 시스템(BARS)이라는 10년간의 연구 프로그램을 시작한다.[47]
- 1999: NASA X-38은 드라이든 비행 연구 센터에서 랜드폼 소프트웨어 비디오 맵 오버레이를 사용하여 비행한다.[48]
- 2000: 로크웰 인터내셔널 과학 센터는 아날로그 비디오 및 3D 오디오를 무선 주파수 무선 채널을 통해 수신하는 테더리스 착용형 증강 현실 시스템을 시연한다. 이 시스템은 실외 내비게이션 기능을 통합하여 지형 데이터베이스의 디지털 지평선 실루엣을 라이브 실외 장면에 실시간으로 오버레이하여 구름과 안개로 인해 보이지 않는 지형을 시각화할 수 있다.[49][50]
- 2004: 트림블 내비게이션과 인간 인터페이스 기술 연구소(HIT lab)에서 실외 헬멧 장착형 AR 시스템이 시연되었다.[51]
- 2006: 아웃랜드 리서치는 가상 콘텐츠를 사용자의 실제 세계 시야에 음악 재생과 동기화하여 오버레이하는 AR 미디어 플레이어를 개발하여 몰입형 AR 엔터테인먼트 경험을 제공한다.[52][53]
- 2008: Wikitude AR Travel Guide는 2008년 10월 20일 G1 안드로이드 폰과 함께 출시된다.[54]
- 2009: ARToolKit은 사쿠샤(Saqoosha)에 의해 어도비 플래시(FLARToolkit)로 포팅되어 웹 브라우저에 증강 현실을 가져온다.[55]
- 2012: 게임 데이터용 스마트글래스를 활용하는 대화형 AR 게임 플랫폼인 라이트샷 출시
- 2013: 나이앤틱은 iOS 및 안드로이드 운영 체제용 증강 현실 모바일 게임인 "인그레스"를 출시한다(포켓몬 GO의 전신).
- 2015: 마이크로소프트는 가상 이미지를 실제 세계 위에 표시하기 위해 다양한 센서와 처리 장치를 사용하는 마이크로소프트 홀로렌즈 증강 현실 헤드셋을 발표했다.[56]
- 2016: 나이앤틱은 2016년 7월 iOS 및 안드로이드용 포켓몬 GO를 출시한다. 이 게임은 빠르게 가장 인기 있는 스마트폰 애플리케이션 중 하나가 되었고, 결과적으로 증강 현실 게임의 인기를 급상승시킨다.[57]
- 2018: 매직 리프는 Magic Leap One 증강 현실 헤드셋을 출시했다.[58] 립 모션은 프로젝트 노스 스타(Project North Star) 증강 현실 헤드셋을 발표하고, 나중에 오픈 소스 라이선스로 출시했다.[59][60][61][62]
- 2019: 마이크로소프트는 시야와 인체공학적 측면에서 상당한 개선이 이루어진 HoloLens 2를 발표했다.[63]
- 2022: 매직 리프는 Magic Leap 2 헤드셋을 출시했다.[64]
- 2023: 메타 플랫폼스의 사업부인 리얼리티 랩스에서 메타 퀘스트 3 혼합 현실 가상 현실 헤드셋이 개발되었다.[65] 같은 해에 애플 비전 프로가 출시되었다.
- 2024: 메타 플랫폼스는 오리온 AR 안경 프로토타입을 공개했다.[66]

## 디스플레이
증강 현실은 프로세서, 디스플레이, 센서 및 하나 이상의 입력 장치를 포함하는 헤드 마운티드 디스플레이 또는 휴대용 장치가 필요하다. 스마트폰 및 태블릿 컴퓨터와 같은 최신 모바일 컴퓨팅 장치는 종종 카메라 및 MEMS 센서(예: 가속도계, GPS, 솔리드 스테이트 나침반)를 포함하는 이러한 요소를 포함한다.
증강 현실을 표시하는 데는 광학 시스루 헤드 마운티드 디스플레이, 컴퓨터 모니터, 모바일 장치 등 다양한 기술이 사용될 수 있다. 증강 현실에 사용되는 두 가지 디스플레이 기술은 회절성 도파관과 반사성 도파관이다.
증강 현실 환경을 구현하는 데 사용되는 디지털 매체는 휴대용 장치부터 전체 방까지 다양할 수 있으며, 각기 다른 분야에서 실용적인 용도를 가지고 있다.

### 전방 시현기

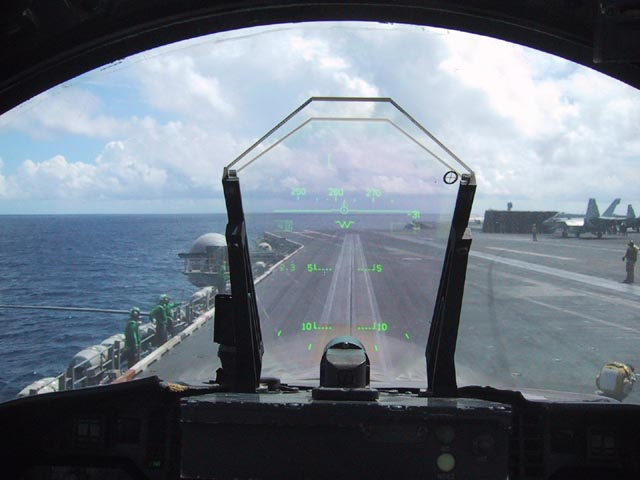
F/A-18C의 전방 시현기 사진

전방 시현기(HUD)는 시청자의 환경을 크게 가리지 않고 이미지들을 시청자 바로 앞에 투사하는 디스플레이다. 표준 HUD는 세 가지 요소로 구성된다: HUD의 그래픽을 오버레이하는 프로젝터, 그래픽이 투사되는 표면인 결합기, 그리고 다른 두 구성 요소를 통합하고 실시간 계산 또는 조정을 수행하는 컴퓨터. 프로토타입 HUD는 전투기 조종사의 전투를 돕기 위해 군사 응용 분야에서 처음 사용되었지만, 결국 전투뿐만 아니라 모든 비행 측면을 돕기 위해 진화했다. HUD는 상업용 항공에서도 표준화되었고, 결국 자동차 산업에도 스며들었다. 자동차 운송에서 HUD의 첫 번째 응용 프로그램 중 하나는 운전자 측 햇빛 가리개를 디스플레이로 대체하여 운전자 앞 도로에 내비게이션 지침을 투사하는 파이오니어의 헤드업 시스템이었다. 제너럴 모터스, 도요타, 아우디, BMW와 같은 주요 자동차 제조업체들은 그 이후 특정 모델에 어떤 형태의 헤드업 디스플레이를 포함시켰다.

### 헤드 마운티드 디스플레이

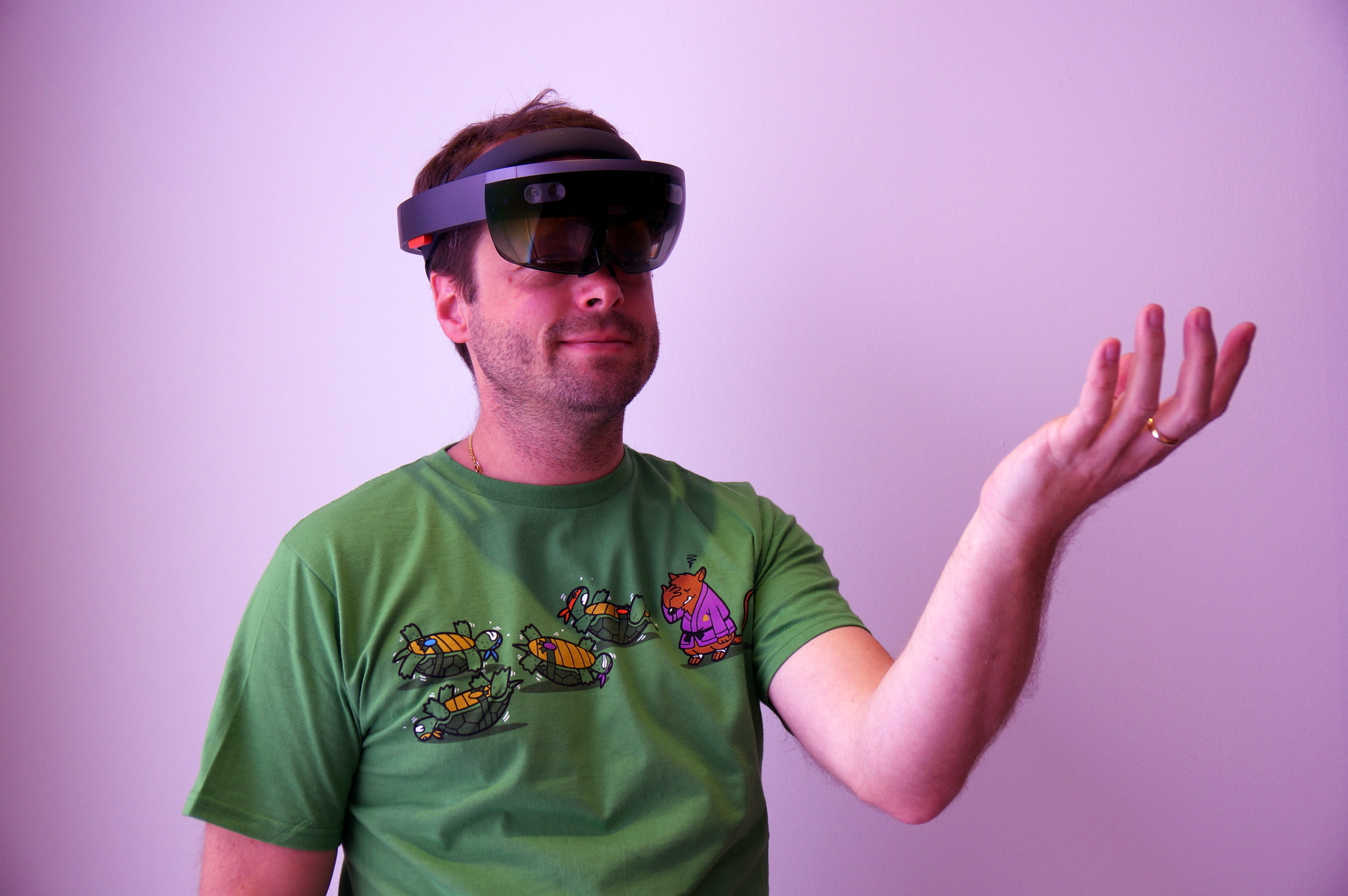
증강 현실 헤드셋을 착용한 남자

헤드 마운티드 디스플레이(HMD)는 하네스나 헬멧처럼 이마에 착용하는 디스플레이 장치이다. HMD는 하나 또는 두 개의 광학 장치를 사용하여 가상 객체의 이미지를 사용자의 시야 위에 배치한다. 증강 현실 HMD는 광학 시스루 또는 비디오 패스스루 방식이다. 최신 HMD는 종종 6자유도 모니터링을 위한 센서를 사용하여 시스템이 가상 정보를 물리적 세계에 정렬하고 사용자의 머리 움직임에 따라 조정할 수 있도록 한다. AR 기술을 사용할 때 HMD는 비교적 작은 디스플레이만 필요하다. 이러한 상황에서는 실리콘 액정표시장치(LCOS)와 마이크로 OLED(유기 발광 다이오드)가 일반적으로 사용된다. HMD는 VR 사용자에게 모바일 및 협업 경험을 제공할 수 있다. uSens 및 Gestigon과 같은 특정 공급업체는 완전한 가상 몰입을 위한 제스처 인식을 포함한다.
AR 헤드셋은 일반적으로 눈당 약 30~50도의 시야각을 갖는다.
근안 증강 현실 장치는 사용자가 실제 세계를 보면서 데이터, 정보 및 이미지를 표시할 수 있으므로 휴대용 헤드업 디스플레이로 사용될 수 있다. 이것은 기본적으로 헤드업 디스플레이가 하는 일이지만, 실질적으로 증강 현실은 중첩된 인식, 감각, 정보, 데이터 및 이미지와 실제 세계의 일부 간의 등록 및 추적을 포함할 것으로 예상된다.
그 응용 분야는 의학, 엔터테인먼트, 항공 및 공학에 걸쳐 있으며, 기존 디스플레이가 달성할 수 없는 시각적 몰입감을 제공한다. 헤드 마운티드 디스플레이는 엔터테인먼트 시장에서 소비자에게 가장 인기가 많으며, 주요 기술 회사들은 기존 제품을 보완하기 위해 HMD를 개발하고 있다. 그러나 이 헤드 마운티드 디스플레이는 가상 현실 디스플레이이며 물리적 세계를 통합하지 않는다. 그러나 인기 있는 증강 현실 HMD는 기업 환경에서 더 선호된다. 마이크로소프트의 홀로렌즈는 의학 분야에 응용되어 의사에게 더욱 심오한 실시간 통찰력을 제공하고, 공학 분야에서는 물리적 세계 위에 중요한 정보를 오버레이하는 증강 현실 HMD이다. 또 다른 주목할 만한 증강 현실 HMD는 매직 리프(Magic Leap)라는 신생 기업이 개발했으며, 이 회사는 개인 부문과 소비자 시장 모두에서 응용 가능한 유사한 제품을 개발하고 있다.

### AR 안경
AR 디스플레이는 안경과 유사한 장치에서 렌더링될 수 있다. 여기에는 카메라를 사용하여 실제 세계를 가로채고 증강된 모습을 접안렌즈를 통해 다시 표시하는 안경과 AR 이미지가 안경 렌즈 표면을 통해 투사되거나 반사되는 장치가 포함된다.

### 휴대용 장치

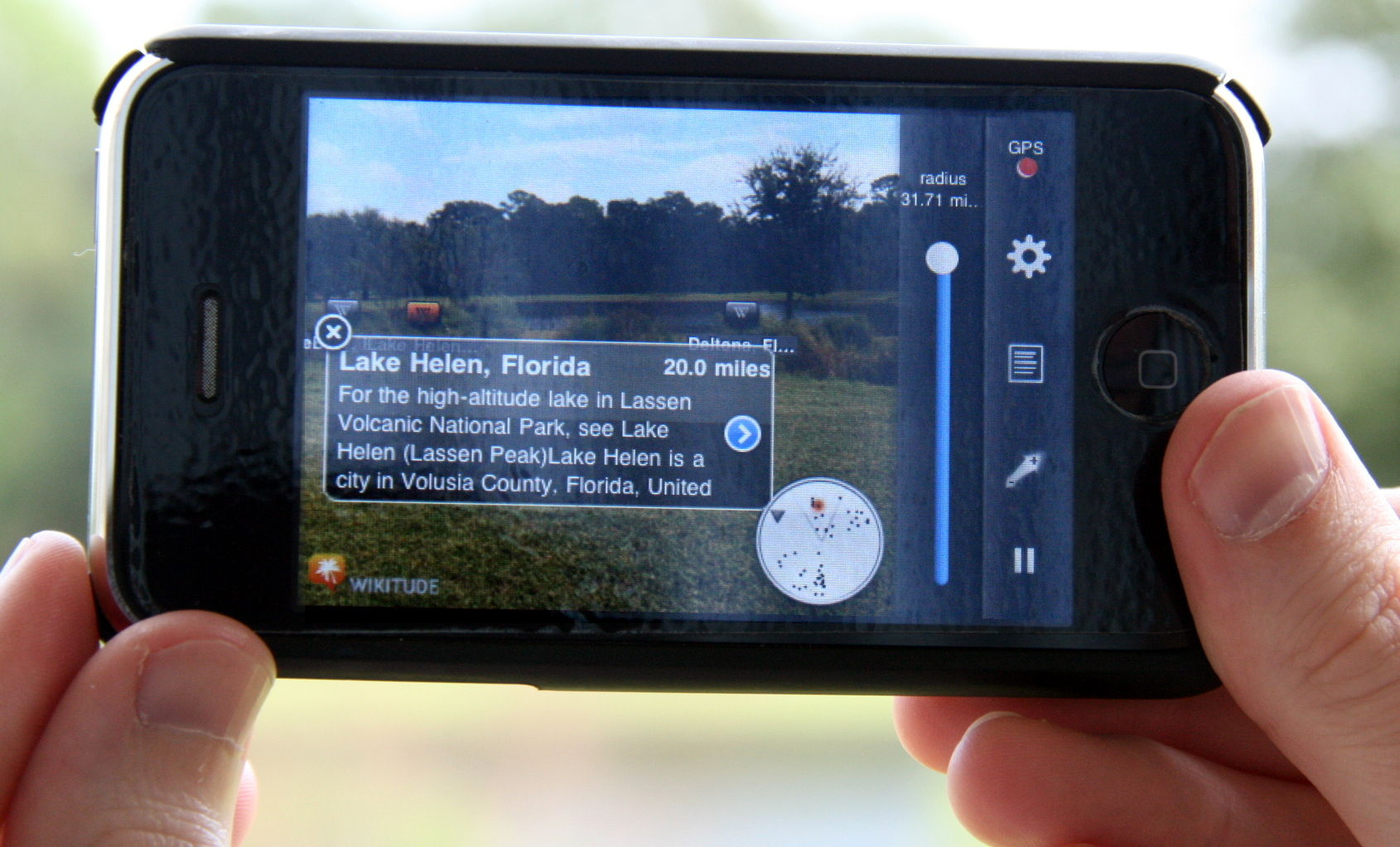
GPS와 솔리드 스테이트 나침반을 사용하는 스마트폰의 증강 현실 앱

휴대용 디스플레이는 사용자의 손에 맞는 작은 디스플레이를 사용한다. 현재까지 모든 휴대용 AR 솔루션은 비디오 패스스루를 선택한다. 처음에는 휴대용 AR이 피두셜 마커를 사용했고, 나중에는 GPS 장치와 디지털 나침반, 6 자유도 가속도계–자이로스코프와 같은 MEMS 센서를 사용했다. 오늘날 PTAM(병렬 추적 및 매핑)과 같은 위치 측정 및 동시 지도화 마커 없는 추적기가 사용되기 시작하고 있다. 휴대용 디스플레이 AR은 AR 기술의 첫 번째 상업적 성공이 될 것으로 전망된다. 휴대용 AR의 두 가지 주요 이점은 휴대용 장치의 휴대성 및 카메라 폰의 보편성이다. 단점은 사용자가 항상 휴대용 장치를 앞에 들고 있어야 하는 물리적 제약과 눈으로 본 실제 세계와 비교했을 때 고전적인 광각 휴대폰 카메라의 왜곡 효과이다.
스마트폰 및 태블릿 컴퓨터를 포함한 모바일 장치는 컴퓨팅 성능과 휴대성이 계속 증가하고 있다. 많은 최신 모바일 장치에는 증강 현실 응용 프로그램 개발을 위한 도구 키트가 탑재되어 있다. 이러한 응용 프로그램을 통해 개발자는 물리적 세계의 비디오 위에 컴퓨터 그래픽을 오버레이할 수 있다. 광범위한 성공을 거둔 최초의 증강 현실 모바일 게임은 2016년에 출시되어 8억 회 다운로드를 기록한 포켓몬 GO였다. AR을 활용한 엔터테인먼트 응용 프로그램은 성공적임이 입증되었지만, 생산성 및 유틸리티 앱도 AR 기능을 통합하기 시작했다. 구글은 사용자의 위치를 식별하고 장치 화면에 표지판과 화살표를 표시하여 사용자에게 내비게이션 방향을 보여주는 AR 내비게이션 길찾기 기능과 20개 이상의 외국어로 물리적 글쓰기 위에 번역된 텍스트를 오버레이할 수 있도록 번역 앱을 확장하는 구글 지도 응용 프로그램 업데이트를 출시했다. 모바일 장치는 항상 휴대되는 특성 때문에 독특한 디스플레이 기술이다.

### 콘택트렌즈
AR 이미징을 표시하는 콘택트렌즈는 현재 개발 중이다. 이러한 생체 공학 콘택트렌즈는 통합 회로, LED 및 무선 통신용 안테나를 포함하여 렌즈에 디스플레이 요소를 내장할 수 있다.
최초의 콘택트렌즈 디스플레이는 1999년 스티브 맨이 특허를 받았고 AR 안경과 함께 작동하도록 고안되었지만, 이 프로젝트는 중단되었고, 그 후 11년이 지난 2010~2011년에 다시 시도되었다. 미군을 위해 개발 중인 또 다른 버전의 콘택트렌즈는 AR 안경과 함께 작동하도록 설계되어 병사들이 안경에 가깝게 보이는 AR 이미지와 멀리 떨어진 실제 세계의 물체를 동시에 볼 수 있도록 한다.
안경을 착용할 필요가 없는 AR 콘택트렌즈의 최초 공개 작동 프로토타입은 모조 비전(Mojo Vision)이 개발했으며 CES 2020에서 발표 및 공개되었다.

### 가상 망막 디스플레이
가상 망막 디스플레이(VRD)는 워싱턴 대학교 인간 인터페이스 기술 연구소에서 토마스 A. 퍼니스 3세 박사 지도하에 개발 중이던 이론적 디스플레이 장치 유형이다. 이 기술을 사용하면 디스플레이가 시청자의 망막에 직접 스캔된다. 이는 높은 해상도와 높은 대비를 가진 밝은 이미지를 생성한다. 시청자는 공간에 떠 있는 전통적인 디스플레이처럼 보이는 것을 보게 된다.
VRD의 안전성을 분석하기 위해 여러 테스트가 수행되었다. 한 테스트에서는 황반변성(망막을 퇴화시키는 질병) 또는 원추각막으로 인해 부분적인 시력 상실이 있는 환자를 대상으로 이 기술을 사용하여 이미지를 보도록 했다. 황반변성 그룹에서는 8명 중 5명이 브라운관(CRT) 또는 종이 이미지보다 VRD 이미지를 선호했으며, 더 좋고 밝으며 동일하거나 더 나은 해상도 수준을 볼 수 있었다고 생각했다. 원추각막 환자는 모두 자신의 교정보다 VRD를 사용하여 여러 선 테스트에서 더 작은 선을 구분할 수 있었다. 그들은 또한 VRD 이미지가 보기 쉽고 더 선명하다고 생각했다. 이러한 여러 테스트의 결과로 가상 망막 디스플레이는 안전한 기술로 간주된다.
가상 망막 디스플레이는 주변 주간 및 주변 실내 조명에서도 볼 수 있는 이미지를 생성한다. VRD는 고해상도와 고대비, 밝기를 겸비하여 수술용 디스플레이로 사용하기에 선호되는 후보로 간주된다. 추가 테스트에서는 VRD가 저시력 환자를 위한 디스플레이 기술로 사용될 수 있는 높은 잠재력을 보여준다.

### 프로젝션 매핑
프로젝션 매핑은 모니터, 헤드 마운티드 디스플레이 또는 휴대용 장치와 같은 특수 디스플레이를 사용하지 않고 실제 세계의 객체와 장면을 증강한다. 프로젝션 매핑은 디지털 프로젝터를 사용하여 물리적 객체에 그래픽 정보를 표시한다. 프로젝션 매핑의 주요 차이점은 디스플레이가 시스템 사용자로부터 분리된다는 것이다. 디스플레이는 각 사용자와 연결되지 않으므로 프로젝션 매핑은 사용자 그룹에게 자연스럽게 확장되어 사용자 간의 공동 작업을 허용한다.
예로는 셰이더 램프, 모바일 프로젝터, 가상 테이블, 스마트 프로젝터 등이 있다. 셰이더 램프는 중립적인 객체에 이미지를 투영하여 현실을 모방하고 증강한다. 이는 간단한 장치(프로젝터, 카메라, 센서)로 객체의 외관을 향상시킬 수 있는 기회를 제공한다.
다른 응용 분야로는 테이블 및 벽 프로젝션이 있다. 빔 스플리터 미러와 다중 그래픽 디스플레이를 사용하는 가상 쇼케이스는 가상과 현실을 동시에 상호 작용할 수 있는 수단을 제공한다.
프로젝션 매핑 시스템은 실내 환경에서 동시에 여러 표면에 표시할 수 있다. 프로젝션 매핑은 최종 사용자에게 그래픽 시각화와 수동 촉각 감각을 모두 지원한다. 사용자는 물리적 객체를 만져 수동 촉각 감각을 제공하는 프로세스를 수행할 수 있다.

### CAVE 자동 가상 환경

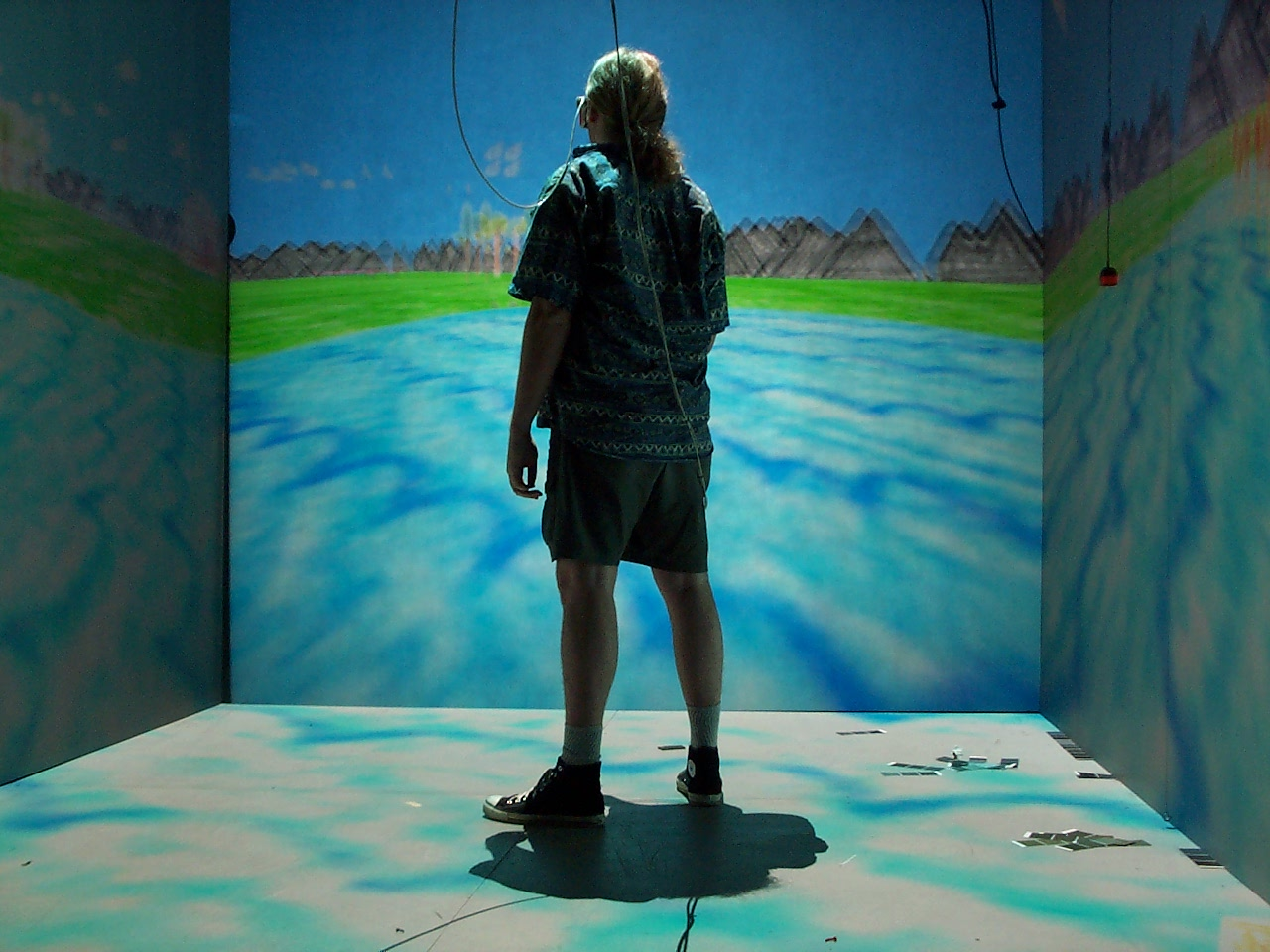
Cave 자동 가상 환경 한가운데 서 있는 사용자

CAVE 자동 가상 환경(CAVE)은 일반적으로 더 큰 외부 방 안에 있는 작은 방으로, 사용자가 주변, 위, 아래에 투사된 디스플레이로 둘러싸여 있는 환경이다. 3D 안경과 서라운드 사운드는 투영을 보완하여 사용자에게 물리적 세계를 시뮬레이션하는 것을 목표로 하는 원근감을 제공한다. 개발 이후 CAVE 시스템은 프로토타입 제품을 개발하고 테스트하는 엔지니어들이 채택했다. 이를 통해 제품 디자이너는 물리적 프로토타입을 생산하기 위한 자원을 소비하기 전에 프로토타입을 테스트할 수 있으며, 동시에 현미경 환경이나 전체 공장 바닥과 같은 비물질적인 객체에 대한 "실제" 테스트를 위한 문을 열었다. CAVE를 개발한 후, 동일한 연구원들은 결국 원래 CAVE의 단점을 보완한 CAVE2를 출시했다. 원래의 투영은 37메가픽셀 3D LCD 패널로 대체되었고, 네트워크 케이블은 CAVE2를 인터넷과 통합하며, 더 정밀한 카메라 시스템은 사용자가 이동함에 따라 환경이 변화할 수 있도록 한다.

## 3D 추적
3D 추적은 증강 현실의 필수적인 부분으로, 헤드셋과 컨트롤러가 사용자의 환경에서 추적될 수 있도록 한다. 추적은 종종 카메라 기반이며, 장치에 있는 카메라를 사용한다.
모바일 증강 현실 시스템은 다음 모션 추적 기술 중 하나 이상을 사용한다: 디지털 카메라 및 기타 광학 센서, 가속도계, GPS, 자이로스코프, 솔리드 스테이트 나침반, RFID. 이러한 기술은 다양한 수준의 정확도와 정밀도를 제공한다. 이러한 기술은 애플의 API인 ARKit과 구글의 ARCore API에 구현되어 각 모바일 장치 플랫폼에 대한 추적을 가능하게 한다.
CMOS 카메라 센서는 AR 기술에서 카메라 기반 추적에 널리 사용된다.

### 카메라 기반 추적

증강 현실 3D 추적에 사용되는 피두셜 마커 비교

증강 현실 시스템은 가상 이미지를 실제 세계에 사실적으로 통합해야 한다. 소프트웨어는 카메라와 카메라 이미지와 독립적인 실제 세계 좌표를 도출해야 한다. 이 과정을 영상 정합이라고 하며, 주로 비디오 트래킹과 관련된 다양한 컴퓨터 비전 방법을 사용한다. 증강 현실의 많은 컴퓨터 비전 방법은 비주얼 오도메트리에서 파생되었다.
일반적으로 이러한 방법은 두 부분으로 구성된다. 첫 번째 단계는 카메라 이미지에서 관심 지점, 피두셜 마커 또는 광학 흐름을 감지하는 것이다. 이 단계는 특징점 검출 방법(예: 코너 감지, 방울 검출, 윤곽선 검출 또는 임계값 처리) 및 기타 영상 처리 방법을 사용할 수 있다. 두 번째 단계는 첫 번째 단계에서 얻은 데이터로부터 실제 세계 좌표계를 복원하는 것이다.
일부 방법은 장면 내에 알려진 기하학적 형태(또는 피두셜 마커)를 가진 객체가 존재한다고 가정한다. 이러한 경우 일부에서는 장면의 3D 구조를 미리 계산해야 한다. 장면의 일부가 알려지지 않은 경우, 위치 측정 및 동시 지도화(SLAM)는 상대적 위치를 매핑할 수 있다. 장면 기하학에 대한 정보가 없는 경우, 번들 조정과 같은 움직임으로부터의 구조 방법이 사용된다. 두 번째 단계에서 사용되는 수학적 방법에는 사영기하학(에피폴라) 기하학, 칼만 필터 및 파티클 필터, 비선형 최적화, 로버스트 통계 등이 있다.
카메라 기반 추적에는 마커 기반 추적과 마커 없는 추적의 두 가지 방법이 있다. 마커 기반 추적은 피두셜 마커를 사용하며, 마커 없는 추적은 시각-관성 오도메트리(VIO) 또는 위치 측정 및 동시 지도화(SLAM)를 사용하여 실제 세계의 표현을 저장한다. 일부 독특한 기하학적 형태를 가진 종이 조각은 마커 기반 추적에 사용될 수 있다. 카메라는 그림에서 특정 지점을 식별하여 기하학적 형태를 인식한다. 즉시 추적이라고도 불리는 마커 없는 추적은 마커를 사용하지 않는다. 모바일 장치의 센서를 사용하여 벽의 위치나 교차점과 같은 실제 세계 환경을 정확하게 감지한다.

## 입력 장치
기술에는 시각적 감지를 통해 또는 지팡이, 스타일러스, 포인터, 장갑 또는 기타 신체 착용과 같은 주변 장치에 내장된 센서에서 사용자의 신체 움직임을 해석하는 제스처 인식 시스템이 포함된다. AR 헤드셋의 컨트롤러 역할을 하려는 제품으로는 시브라이트(Seebright Inc.)의 웨이브(Wave)와 인투진 테크놀로지(Intugine Technologies)의 님블(Nimble)이 있다.

## 처리
컴퓨터는 증강 현실을 위한 그래픽 및 3D 추적 데이터 처리를 담당한다. 카메라 기반 3D 추적 방법의 경우, 컴퓨터는 감지된 시각 및 기타 데이터를 분석하여 가상 객체를 합성하고 배치한다. 기술 및 컴퓨터의 발전과 함께 증강 현실은 현실 세계에 대한 관점에 극적인 변화를 가져올 것이다.
컴퓨터는 다른 기술을 개선하기 위한 새로운 방법을 제시하면서 매우 빠른 속도로 발전하고 있다. 컴퓨터는 증강 현실의 핵심이다. 컴퓨터는 센서로부터 데이터를 수신하여 물체 표면의 상대적 위치를 결정한다. 이는 컴퓨터에 입력으로 전달되어 사용자에게는 존재하지 않을 것을 추가하여 출력한다. 컴퓨터는 메모리와 프로세서를 포함한다. 컴퓨터는 스캔된 환경을 받아 이미지나 비디오를 생성하고 관찰자가 볼 수 있도록 수신기에 표시한다. 물체 표면의 고정된 표시는 컴퓨터 메모리에 저장된다. 컴퓨터는 또한 메모리에서 이미지를 인출하여 관찰자에게 사실적으로 표시한다.

## 소프트웨어
증강 현실 마크업 언어(ARML)는 개방형 공간 정보 컨소시엄(OGC) 내에서 개발된 데이터 표준으로, 장면의 가상 객체 위치 및 외관을 설명하는 XML 문법과 가상 객체의 속성에 동적 접근을 허용하는 ECMAScript for XML 바인딩으로 구성된다.

증강 현실 애플리케이션의 빠른 개발을 위해 스냅챗의 렌즈 스튜디오와 페이스북의 스파크 AR과 같은 소프트웨어 개발 애플리케이션이 등장했다. 애플과 구글은 증강 현실 소프트웨어 개발 키트(SDK)인 애플의 ARKit과 구글의 ARCore를 출시했다.
2017년 타임 (잡지) 기사에 따르면, 약 15~20년 후에는 증강 현실과 가상 현실이 컴퓨터 상호 작용의 주요 방법이 될 것으로 예측된다.

### 렌더링
디스플레이에 렌더링되는 소프트웨어는 가상 객체의 일부를 실제 세계의 일부 뒤에 숨기는 폐색을 사용하여 사실적인 시야를 만들 수 있다. 정확한 폐색은 실제 세계에 통합된 가상 객체의 훨씬 더 사실적인 시야를 생성한다.

### 디자인
AR 시스템은 사용자의 몰입도에 크게 의존한다. 다음은 증강 현실 애플리케이션 설계를 위한 몇 가지 고려 사항을 나열한다.

#### 환경/맥락 디자인
맥락 디자인은 AR 시스템을 사용할 때 역할을 할 수 있는 최종 사용자의 물리적 주변, 공간 및 접근성에 중점을 둔다. 디자이너는 최종 사용자가 있을 수 있는 가능한 물리적 시나리오를 인지해야 한다. 예를 들어:
- 공공: 사용자가 소프트웨어와 상호 작용하기 위해 전신을 사용하는 경우
- 개인: 사용자가 공공 장소에서 스마트폰을 사용하는 경우
- 친밀: 사용자가 데스크톱에 앉아 거의 움직이지 않는 경우
- 사적: 사용자가 착용형 장치를 착용한 경우[134]

각 물리적 시나리오를 평가함으로써 잠재적인 안전 위험을 피하고 최종 사용자의 몰입도를 높이는 변경을 할 수 있다. UX 디자이너는 관련 물리적 시나리오에 대한 사용자 여정을 정의하고 인터페이스가 각 시나리오에 어떻게 반응하는지 정의해야 한다.
맥락 디자인의 또 다른 측면은 시스템 기능의 설계와 사용자 선호도를 수용하는 능력과 관련이 있다. 접근성 도구는 기본적인 애플리케이션 디자인에 일반적이지만, 시간 제한 프롬프트(의도하지 않은 작업을 방지하기 위해), 오디오 큐 및 전체 참여 시간을 디자인할 때 일부 고려 사항이 필요하다. 일부 상황에서는 애플리케이션 기능이 사용자의 능력을 저해할 수 있다. 예를 들어, 운전에 사용되는 애플리케이션은 사용자 상호 작용을 줄이고 대신 오디오 큐를 사용해야 한다.

#### 상호작용 디자인
증강 현실 기술의 인터랙션 디자인은 전반적인 사용자 경험과 즐거움을 향상시키기 위해 사용자의 최종 제품 참여에 중점을 둔다. 인터랙션 디자인의 목적은 제시된 정보를 체계화하여 사용자를 소외시키거나 혼란스럽게 하지 않는 것이다. 사용자 상호 작용은 사용자의 입력에 의존하기 때문에 디자이너는 시스템 제어를 이해하기 쉽게 만들고 접근 가능하게 해야 한다. 증강 현실 응용 프로그램의 사용성을 향상시키는 일반적인 기술은 장치의 터치 디스플레이에서 자주 액세스하는 영역을 발견하고 해당 제어 영역과 일치하도록 응용 프로그램을 설계하는 것이다. 또한 시스템의 전체적인 인지 부하를 줄이고 응용 프로그램의 학습 곡선을 크게 개선하는 사용자 여정 맵과 제시되는 정보의 흐름을 구조화하는 것이 중요하다.
상호작용 디자인에서 개발자는 시스템의 기능이나 목적을 보완하는 증강 현실 기술을 활용하는 것이 중요하다. 예를 들어, 스냅챗의 흥미로운 AR 필터와 독특한 공유 플랫폼 디자인은 사용자가 인앱 소셜 상호 작용을 증강할 수 있도록 한다. 사용자가 초점과 의도를 이해해야 하는 다른 응용 프로그램에서는 디자이너가 장치에서 십자선 또는 광선 투사를 사용할 수 있다.

#### 시각 디자인
2D 장치를 대화형 표면으로 사용하는 일부 증강 현실 애플리케이션에서는 2D 제어 환경이 3D 공간으로 잘 변환되지 않아 사용자가 주변을 탐색하는 것을 주저하게 만들 수 있다. 이 문제를 해결하기 위해 디자이너는 시각적 신호를 추가하여 사용자의 주변 탐색을 돕고 장려해야 한다.
VR 응용 프로그램을 개발할 때 AR의 두 가지 주요 객체에 유의하는 것이 중요하다. 빛과 그림자와 현실적으로 상호 작용하는 3D 용적 객체, 그리고 이미지와 비디오와 같은 애니메이션 미디어 이미지는 대부분 증강 현실을 위한 새로운 맥락에서 렌더링된 전통적인 2D 미디어이다. 가상 객체가 실제 환경에 투영될 때, 증강 현실 애플리케이션 디자이너는 특히 2D 객체와 관련하여 실제 세계 환경과 완벽하게 통합되도록 보장하는 것이 어렵다. 따라서 디자이너는 객체에 무게를 추가하고, 깊이 지도를 사용하며, 객체의 실제 세계에서의 존재를 강조하는 다양한 재료 속성을 선택할 수 있다. 적용할 수 있는 또 다른 시각 디자인은 다른 조명 기술을 사용하거나 그림자를 드리워 전반적인 깊이 판단을 향상시키는 것이다. 예를 들어, 일반적인 조명 기술은 단순히 12시 방향에 광원을 머리 위에 배치하여 가상 객체에 그림자를 만드는 것이다.

## 용도
증강 현실은 게임, 의학, 엔터테인먼트를 포함한 다양한 용도로 탐색되어 왔다. 또한 교육 및 비즈니스 분야에서도 탐색되었다. 초기 사례 중 일부는 의료 전문가를 안내하는 가상 오버레이를 제공하여 수술을 지원하는 데 사용된 증강 현실, 천문학 및 용접을 위한 AR 콘텐츠를 포함한다. 아래에 설명된 응용 분야의 예로는 고고학, 건축, 상업 및 교육이 포함된다.

### 교육 및 훈련
교육 환경에서는 텍스트, 그래픽, 비디오 및 오디오를 학생의 실시간 환경에 중첩할 수 있다. 시뮬레이션 기반 학습에는 VR 및 AR 기반 훈련과 상호 작용적이고 경험적인 학습이 포함된다. 교육 환경과 전문 훈련 환경 모두에서 많은 잠재적 사용 사례가 있다. 교육에서 AR은 역사적 전투를 시뮬레이션하는 데 사용되어 학생들에게 전례 없는 몰입형 경험과 잠재적으로 향상된 학습 경험을 제공했다. 또한 AR은 생리학 및 해부학 등 3D 모델 표현이 유익한 분야의 보건 과학 및 의대생을 위한 대학 교육에서 효과를 보여주었다.
2015년 가상, 증강 및 혼합 현실: 제7회 국제 컨퍼런스는 구글 글래스를 물리적 교실을 대체할 수 있는 증강 현실의 예로 언급했다. 콘텐츠는 모바일 장치로 이미지를 스캔하거나 보거나 마커 없는 AR 기술을 사용하여 액세스할 수 있다.
2017년, 호주 지방 정부는 증강 및 혼합 현실 기술을 사용하여 도시 계획 및 지역 사회 참여를 변화시켰다. 몰입형 3D 시각화를 실시간 데이터와 통합함으로써 이해 관계자와 시민들이 제안된 개발과 보다 직관적이고 역동적인 방식으로 상호 작용할 수 있도록 했다.
고등 교육에서는 Construct3D라는 Studierstube 시스템을 통해 학생들이 기계 공학 개념, 수학 또는 기하학을 학습할 수 있다. 화학 AR 앱을 통해 학생들은 손에 든 마커 객체를 사용하여 분자의 공간 구조를 시각화하고 상호 작용할 수 있다. 다른 사람들은 무료 앱인 HP Reveal을 사용하여 유기 화학 메커니즘을 연구하기 위한 AR 노트 카드나 실험실 기기 사용 방법을 가상으로 시연하는 데 사용했다.
해부학 학생들은 인체의 다양한 시스템을 3차원으로 시각화할 수 있다. AR을 해부학적 구조를 학습하는 도구로 사용하는 것은 학습자의 지식을 증가시키고 참여도와 학습자 몰입도 증가와 같은 본질적인 이점을 제공하는 것으로 나타났다.
AR은 지진 및 건물 화재와 같은 여러 유형의 재난 및 보건 안전 작업을 위한 다양한 안전 교육 응용 프로그램을 개발하는 데 사용되었다. 또한, 대규모 및 소규모 재난 시 건물 피난민을 안전한 장소로 안내하기 위한 여러 AR 솔루션이 제안되고 테스트되었다. AR 애플리케이션은 BIM, 사물인터넷 및 인공지능과 같은 다른 많은 디지털 기술과 겹쳐 스마트한 안전 훈련 및 내비게이션 솔루션을 생성할 수 있다.

### 시각 예술
시각 예술에 적용된 AR은 객체나 장소가 예술적인 다차원 경험과 현실 해석을 유발할 수 있도록 한다.
호주 뉴미디어 예술가 제프리 쇼는 세 가지 예술 작품에서 증강 현실을 개척했다: 1975년의 Viewpoint, 1987년의 Virtual Sculptures, 1993년의 The Golden Calf. 그는 수많은 최근 작품에서 AR의 새로운 순열을 계속 탐구하고 있다.
Manifest.AR는 2010년에 설립된 국제 예술가 집단으로, 증강 현실(AR) 예술 및 개입을 전문으로 한다. 이 집단은 일반적으로 맞춤형 개발된 애플리케이션을 통해 모바일 장치로 볼 수 있는 현장 특정 AR 설치물을 만들었다. 그들의 작업은 종종 기관의 허가 없이 가상 예술 작품을 공간에 배치했다. 이 집단은 2010년 뉴욕 시립 뉴욕 근대미술관(MoMA)에서 무단 가상 전시회를 개최하면서 명성을 얻었는데, AR 기술을 사용하여 박물관 공간 전체에 디지털 예술 작품을 오버레이했다. 이 집단은 2011년에 "AR Art Manifesto"를 발표하여 AR 기술의 민주적 잠재력과 공공 공간 및 예술 전시에 대한 전통적인 기관 통제에 도전하는 능력을 강조했다. Manifest.AR는 다음 분야에서 영향력을 발휘했다: AR 기술의 예술적 응용 개척; 새로운 형태의 기관 비평 개발; 공공 예술 및 디지털 공간 개념 확장; 그리고 이후 세대의 뉴미디어 예술가에게 영향. 그들의 작업은 디지털 아트 및 뉴미디어에 관한 다양한 출판물에서 문서화되고 논의되었으며, 예술적 실천에서 가상 및 증강 현실에 대한 현대적 논의에 영향을 미쳤다.
증강 현실은 박물관 방문객들이 휴대폰 화면을 통해 다차원적으로 갤러리 내 작품을 볼 수 있게 함으로써 박물관의 시각 예술 발전에 기여할 수 있다. 뉴욕의 뉴욕 근대미술관은 스마트폰 앱을 사용하여 관람객들이 볼 수 있는 AR 기능을 선보이는 전시회를 개최했다. 박물관은 MoMAR Gallery라는 자체 앱을 개발했는데, 박물관 방문객들은 이 앱을 증강 현실 전문 갤러리에서 다운로드하여 사용하여 박물관의 그림을 다른 방식으로 볼 수 있다. 이를 통해 개인은 그림에 대한 숨겨진 측면과 정보를 볼 수 있으며, 예술 작품과 상호 작용하는 기술적 경험을 가질 수 있다.
AR 기술은 장애인의 눈 움직임을 화면에 그림으로 변환하는 시표 추적 기술 개발에 도움을 주었다.

### 산업 제조
AR은 종이 매뉴얼을 제조 작업자의 시야에 중첩되는 디지털 지침으로 대체하여 작업에 필요한 정신적 노력을 줄이는 데 사용된다. AR은 작업자에게 기계의 유지보수 이력에 직접 접근할 수 있게 하여 기계 유지보수를 효율적으로 만든다. 디지털 매뉴얼은 제조업체가 빠르게 변화하는 제품 설계에 적응하도록 돕는다. 디지털 지침은 물리적 매뉴얼보다 쉽게 편집하고 배포할 수 있기 때문이다.
디지털 지침은 작업자가 작업 영역에서 떨어져 화면이나 설명서를 볼 필요성을 없애 안전을 향상시킨다. 대신, 지침은 작업 영역 위에 오버레이된다. AR 사용은 작업자에게 기계의 상태 및 안전 기능, 그리고 작업 공간의 위험한 영역에 대한 추가 정보를 제공하여 고하중 산업 기계 근처에서 작업할 때 작업자의 안전감을 높일 수 있다.

### 비디오 게임

피두셜 마커로 트리거 이미지를 사용하는 AR 모바일 게임

게임 산업은 AR 기술을 받아들였다. AR 에어 하키, Titans of Space, 가상 적과의 협력 전투, AR 강화 당구 게임 등 실내 환경을 위해 여러 게임이 개발되었다.
2004년 영국 게임 쇼 Bamzooki는 어린이 참가자들에게 가상의 "Zooks"를 만들어 다양한 도전에 참여하도록 했다. 이 쇼는 혼합 현실을 사용하여 Zooks를 현실로 구현했다. 이 TV 쇼는 2010년에 종료되어 4시즌 동안 방영되었다.
2003년 게임 쇼 FightBox도 참가자들이 경쟁 캐릭터를 만들도록 요청했으며, 혼합 현실을 사용하여 이들이 상호 작용할 수 있도록 했다. 밤주미의 대체로 비폭력적인 도전과는 달리, 파이트박스의 목표는 새로운 참가자들이 가장 강한 파이터를 만들어 경쟁에서 우승하는 것이었다.
2009년, 연구원들은 국제 혼합 및 증강 현실 심포지엄(ISMAR)에서 벽에 투영된 스크린으로 구성된 사회적 제품인 "블로그월(BlogWall)"을 발표했다. 사용자들은 벽에 짧은 텍스트 클립이나 이미지를 게시하고 퐁과 같은 간단한 게임을 할 수 있었다. 블로그월은 또한 수신된 메시지를 재정렬하여 시를 형성하는 시 모드와 사용자가 다른 사람들에게 설문 조사에 답변하도록 요청할 수 있는 설문 조사 모드도 제공했다.
2010년, 오그멘토(Ogmento)는 벤처 캐피탈 자금을 받은 최초의 AR 게임 스타트업이 되었다. 이 회사는 이후 Paranormal Activity: Sanctuary, NBA: King of the Court, Halo: King of the Hill과 같은 타이틀을 위한 초기 위치 기반 AR 게임을 제작했다. 오그멘토의 컴퓨터 비전 기술은 결국 재포장되어 애플에 판매되었고, ARKit에 큰 기여를 했다.
증강 현실은 비디오 게임 플레이어가 실제 환경에서 디지털 게임 플레이를 경험할 수 있도록 한다. 나이앤틱은 증강 현실 모바일 게임 포켓몬 GO를 출시했다.
마리오 카트 라이브: 홈 서킷은 닌텐도 스위치용 혼합 현실 레이싱 게임으로 2020년 10월에 출시되었다.[16a-New] 이 게임은 플레이어가 자신의 집을 경주 트랙으로 사용할 수 있도록 한다. 출시 첫 주에 일본에서 73,918장이 팔려 그 주에 가장 많이 팔린 게임이 되었다.
다른 연구에서는 혼합 현실이 연극, 영화 및 테마파크에 적용될 가능성을 조사했다.

### 산업 디자인
AR을 사용하면 산업 디자이너가 제품의 설계 및 작동을 완료하기 전에 경험할 수 있다. 폭스바겐은 계산된 충돌 테스트 이미지와 실제 충돌 테스트 이미지를 비교하는 데 AR을 사용했다. AR은 차체 구조 및 엔진 레이아웃을 시각화하고 수정하는 데 사용되었다. 또한 디지털 목업과 물리적 목업을 비교하여 불일치를 찾는 데 사용되었다.

### 건축
AR은 건축 프로젝트 시각화에 도움을 줄 수 있다. 건물 구조의 컴퓨터 생성 이미지를 물리적 건물이 건설되기 전에 실제 속성의 지역 보기에 중첩할 수 있다. 이는 2004년 트림블 내비게이션에 의해 공개적으로 시연되었다. AR은 또한 건축가의 작업 공간 내에서 2D 도면의 애니메이션 3D 시각화를 렌더링하는 데 사용될 수 있다. 건축 관광은 AR 응용 프로그램으로 향상될 수 있으며, 사용자가 건물의 외관을 볼 때 벽을 통해 가상으로 내부 객체와 레이아웃을 볼 수 있다.
GPS 정확도 지속적인 개선으로 기업들은 증강 현실을 활용하여 모바일 장치를 통해 건설 현장, 지하 구조물, 케이블 및 파이프의 지오 레퍼런스 모델을 시각화할 수 있다. 증강 현실은 새로운 프로젝트를 제시하고, 현장 건설 문제를 해결하며, 홍보 자료를 강화하는 데 적용된다. 예로는 Daqri 스마트 헬멧이 있는데, 이는 산업 작업자를 위한 증강 현실을 생성하는 데 사용되는 안드로이드 기반 안전모로, 시각적 지침, 실시간 경고 및 3D 매핑을 포함한다.
크라이스트처치 지진 이후 캔터베리 대학교는 CityViewAR을 출시했는데, 이를 통해 도시 계획자와 엔지니어는 파괴된 건물을 시각화할 수 있었다. 이는 계획자에게 이전 도시 경관을 참조할 수 있는 도구를 제공했을 뿐만 아니라, 건물 전체가 철거되었던 결과적인 파괴의 규모를 상기시키는 역할도 했다.

### 고고학
AR은 고고학 연구를 돕는 데 사용되어 왔다. 현대 지형에 고고학적 특징을 증강함으로써 AR은 고고학자들이 현존하는 구조물로부터 가능한 현장 구성을 공식화할 수 있도록 한다. 유적지, 건물, 풍경 또는 고대 사람들의 컴퓨터 생성 모델은 초기 고고학 AR 응용 프로그램으로 재활용되었다. 예를 들어, VITA(Visual Interaction Tool for Archaeology)와 같은 시스템을 구현하면 사용자는 집을 떠나지 않고도 즉각적인 발굴 결과를 상상하고 조사할 수 있다. 각 사용자는 상호 "탐색, 검색 및 데이터 보기"를 통해 협력할 수 있다. 컬럼비아 대학교 컴퓨터 과학과의 연구원인 흐르보예 벤코(Hrvoje Benko)는 이러한 특정 시스템과 유사한 다른 시스템이 "다양한 발굴 단계에서 현장 자체의 3D 파노라마 이미지와 3D 모델"을 제공하는 동시에 사용하기 쉬운 방식으로 많은 데이터를 협력적으로 정리할 수 있다고 지적한다. 협력적 AR 시스템은 실제 세계와 두 환경의 가상 이미지를 결합한 멀티모달 인터페이스를 제공한다.

### 상업
AR은 인쇄물과 비디오 마케팅을 통합하는 데 사용된다. 인쇄된 마케팅 자료는 이미지 인식 기능을 사용하는 AR 지원 장치로 스캔할 때 홍보 자료의 비디오 버전을 활성화하는 특정 "트리거" 이미지로 디자인될 수 있다. 증강 현실과 단순한 이미지 인식의 주요 차이점은 소셜 미디어 공유 버튼, 페이지 내 비디오, 오디오 및 3D 객체와 같이 여러 미디어를 뷰 화면에 동시에 오버레이할 수 있다는 것이다. 전통적인 인쇄물 전용 출판물은 증강 현실을 사용하여 다양한 유형의 미디어를 연결하고 있다.
AR은 제품 미리보기를 강화할 수 있는데, 예를 들어 고객이 제품 포장을 열지 않고도 제품 안에 무엇이 있는지 볼 수 있도록 한다. AR은 또한 카탈로그 또는 키오스크를 통해 제품을 선택하는 데 도움을 줄 수 있다. 스캔된 제품 이미지는 사용자 정의 옵션 및 제품 사용에 대한 추가 이미지와 같은 추가 콘텐츠 보기를 활성화할 수 있다.
2018년, 애플은 유니버설 씬 설명(USDZ) AR 파일 지원을 iOS 12를 탑재한 아이폰 및 아이패드에 발표했다. 애플은 사람들이 자신의 애플 장치를 통해 증강 현실을 경험할 수 있도록 AR 퀵룩 갤러리를 만들었다.
2018년 캐나다 전자 상거래 회사 쇼피파이는 AR Quick Look 통합을 발표했다. 판매자는 제품의 3D 모델을 업로드할 수 있으며, 사용자는 iOS 장치의 사파리 브라우저에서 모델을 탭하여 실제 환경에서 볼 수 있다.
2018년, 트윙클(Twinkl)은 무료 AR 교실 애플리케이션을 출시했다. 학생들은 1,900년 전의 요크가 어떻게 생겼는지 볼 수 있다. 트윙클은 최초의 멀티플레이어 AR 게임인 리틀 레드(Little Red)를 출시했으며 100개 이상의 무료 AR 교육 모델을 보유하고 있다.
증강 현실은 온라인 광고에 점점 더 자주 사용되고 있다. 소매업체는 웹사이트에 사진을 업로드하고 사진 위에 다양한 옷을 "입어볼" 수 있는 기능을 제공한다. 더 나아가, Bodymetrics와 같은 회사들은 백화점에 전신 스캔을 제공하는 탈의실을 설치한다. 이 탈의실은 사용자의 3D 모델을 렌더링하여 소비자가 실제로 옷을 갈아입을 필요 없이 다양한 의상을 자신에게 입혀볼 수 있도록 한다. 예를 들어, J. C. 페니와 블루밍데일스는 고객이 옷을 입어보지 않고도 자신을 볼 수 있는 "가상 드레스 룸"을 사용한다. 의류를 고객에게 마케팅하기 위해 AR을 사용하는 또 다른 상점은 니먼 마커스이다. 니먼 마커스는 "메모리 미러"로 360도 뷰로 의상을 볼 수 있는 기능을 제공한다. 로레알, 세포라, 샬럿 틸버리, 림멜과 같은 화장품 매장도 AR을 활용하는 앱을 보유하고 있다. 이러한 앱을 통해 소비자는 화장이 자신에게 어떻게 보일지 확인할 수 있다. 구글의 AR 및 VR 담당 이사인 그렉 존스(Greg Jones)에 따르면, 증강 현실은 "물리적 소매와 디지털 소매를 다시 연결할 것"이다.
AR 기술은 이케아, 하우스, 웨이페어와 같은 가구 소매업체에서도 사용되고 있다. 이 소매업체들은 소비자가 구매하기 전에 집에서 제품을 미리 볼 수 있도록 하는 앱을 제공한다.
2017년 이케아는 이케아 플레이스(Ikea Place) 앱을 발표했다. 이 앱은 2,000개 이상의 제품 카탈로그를 포함하며, 거의 모든 회사의 소파, 안락의자, 커피 테이블 및 수납장 컬렉션을 휴대폰으로 방 어디에든 배치할 수 있다. 이 앱은 고객의 생활 공간에 3D 및 실제 크기의 가구 모델을 배치할 수 있도록 했다. 이케아는 고객들이 매장에서 직접 쇼핑하거나 직접 구매하는 빈도가 줄어들고 있음을 깨달았다. 쇼피파이의 Primer 앱 인수는 소규모 및 중간 규모 판매업자들이 AR 통합 및 사용자 경험을 통해 인터랙티브 AR 쇼핑으로 전환하도록 유도하는 것을 목표로 한다. AR은 소매 산업의 운영 비용을 절감하는 데 도움이 된다. 판매업체는 제품 정보를 AR 시스템에 업로드하고, 소비자는 모바일 단말기를 사용하여 3D 지도를 검색하고 생성할 수 있다.

### 문학

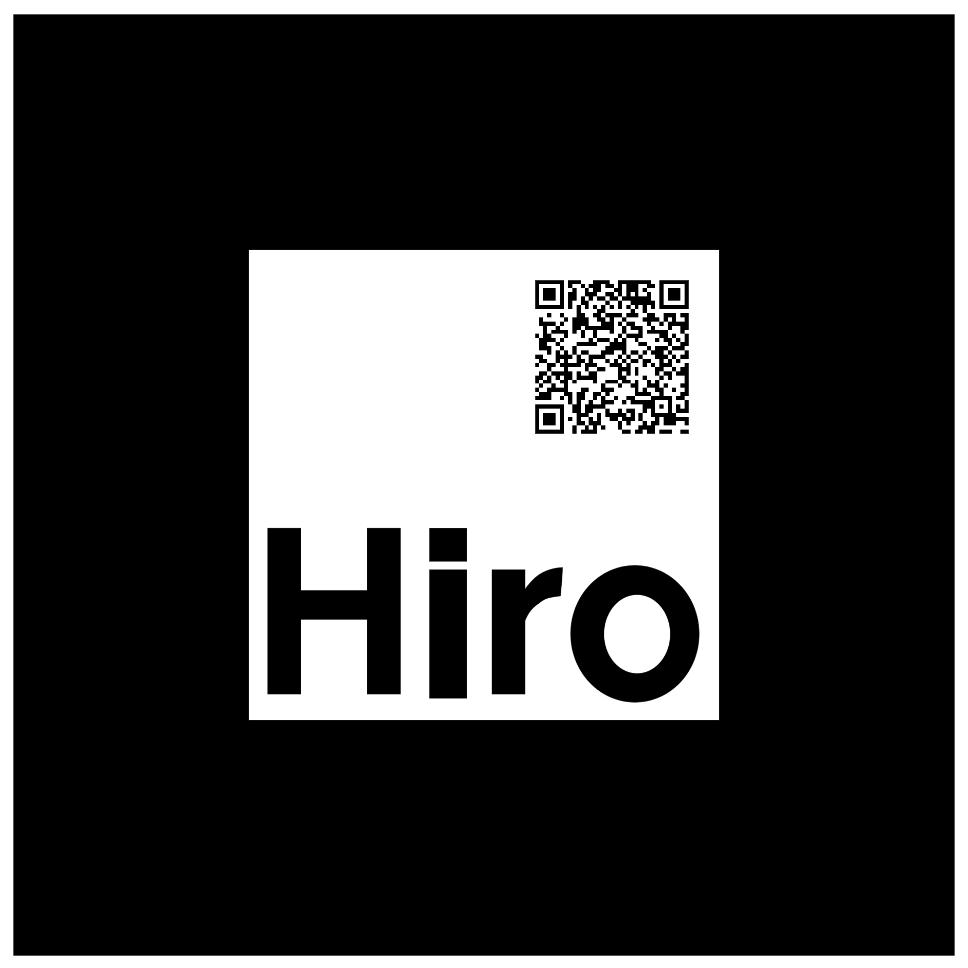
QR 코드를 포함하는 AR 코드의 예

오늘날 알려진 AR에 대한 첫 번째 설명은 1994년 윌리엄 깁슨의 소설 가상 광선에 나온다.

### 피트니스
피트니스에 사용되는 AR 하드웨어 및 소프트웨어에는 사이클링 및 달리기를 위한 스마트글래스가 포함되며, 성능 분석 및 지도 내비게이션이 사용자의 시야에 투사되고, 복싱, 무술, 테니스에서는 사용자가 안전을 위해 물리적 환경을 인지하고 있어야 한다. 피트니스 관련 게임 및 소프트웨어에는 포켓몬 GO 및 Jurassic World Alive가 포함된다.

### 비상 관리/수색 및 구조
증강 현실 시스템은 치안 상황, 즉 수퍼스톰부터 도주 중인 용의자까지 다양한 상황에서 사용된다.
일찍이 2009년, 응급 관리 분야의 두 기사는 응급 관리를 위한 AR 기술에 대해 논의했다. 첫 번째는 제럴드 바론(Gerald Baron)의 "Augmented Reality—Emerging Technology for Emergency Management"였다. 아담 크로우(Adam Crow)에 따르면, "증강 현실(예: 구글 글래스)과 대중의 커지는 기대와 같은 기술은 재난 발생 전, 중, 후에 기술이 언제, 어디서, 어떻게 배치되는지를 전문 응급 관리자가 근본적으로 변화시키도록 계속 강요할 것이다."
또 다른 초기 사례는 험준한 산악 지형에서 실종된 등산객을 찾는 수색 항공기였다. 증강 현실 시스템은 항공 카메라 조작자에게 카메라 비디오와 혼합된 산림 도로 이름 및 위치에 대한 지리적 인식을 제공했다. 카메라 조작자는 카메라 이미지의 지리적 맥락을 알고 등산객을 더 잘 찾을 수 있었다. 일단 위치가 파악되면 조작자는 지리적 위치와 참조 랜드마크가 명확하게 표시되었기 때문에 구조대원에게 등산객의 위치를 더 효율적으로 지시할 수 있었다.

### 사회적 상호작용
AR은 사회적 상호 작용을 촉진하는 데 사용될 수 있지만, AR 헤드셋 사용은 헤드셋이 방해가 되는 경우 두 사람 간의 상호 작용 품질을 저해할 수 있다.
증강 현실은 또한 사용자에게 안전하고 위험이 없는 환경에서 다른 사람들과 다양한 형태의 사회적 상호 작용을 연습할 수 있는 능력을 제공한다. TU 빈의 가상 현실 부교수인 하네스 카우프만(Hannes Kauffman)은 다음과 같이 말한다. "협력 증강 현실에서 여러 사용자는 가상 객체로 채워진 공유 공간에 액세스할 수 있으며, 동시에 실제 세계에 기반을 둔 상태를 유지한다. 이 기술은 사용자들이 함께 위치하고 자연스러운 의사소통 수단(말, 몸짓 등)을 사용할 수 있을 때 교육 목적으로 특히 강력하지만, 몰입형 VR 또는 원격 협업과도 성공적으로 결합될 수 있다."틀:Quote without source 하네스는 이 기술의 잠재적 사용으로 교육을 언급한다.

### 의료 계획, 실습 및 교육
증강 현실의 첫 번째 응용 분야 중 하나는 의료, 특히 수술 절차의 계획, 실습 및 훈련을 지원하는 것이었다. 1992년까지, 미 공군 연구소에서 첫 증강 현실 시스템을 구축할 때 수술 중 인간의 성능을 향상시키는 것이 공식적으로 명시된 목표였다. AR은 외과 의사에게 전투기 조종사의 헤드업 디스플레이 스타일로 환자 모니터링 데이터를 제공하며, 기능적 비디오를 포함한 환자 영상 기록에 접근하고 중첩할 수 있도록 한다. 예로는 이전 단층촬영술 또는 초음파 및 공초점 현미경 탐침의 실시간 이미지를 기반으로 한 가상 엑스선 보기, 내시경 비디오에서 종양의 위치 시각화, 또는 엑스선 영상 장치의 방사선 노출 위험 등이 포함된다. AR은 산모의 자궁 내 태아를 보는 것을 향상시킬 수 있다. 지멘스, 칼 슈토르츠, IRCAD는 복강경 간 수술을 위한 시스템을 개발했으며, 이 시스템은 AR을 사용하여 표면 아래 종양과 혈관을 볼 수 있도록 한다.
AR은 바퀴벌레 공포증 치료와 거미 공포증을 줄이는 데 사용되었다. 증강 현실 안경을 착용한 환자들은 약 복용을 상기시킬 수 있다. 증강 현실은 의료 분야에서 매우 유용할 수 있다. 이는 의사나 외과 의사가 환자에게서 눈을 떼지 않고도 중요한 정보를 제공하는 데 사용될 수 있다.
2015년 4월 30일, 마이크로소프트는 증강 현실에 대한 첫 시도인 마이크로소프트 홀로렌즈를 발표했다. 홀로렌즈는 이미지 유도 수술을 위한 이미지를 표시할 수 있다. 증강 현실이 발전함에 따라 의료 분야에서의 응용이 증가하고 있다. 증강 현실 및 유사한 컴퓨터 기반 유틸리티는 의료 전문가를 훈련하는 데 사용되고 있다. 의료 분야에서 AR은 수술과 같은 진단 및 치료 개입 시 지침을 제공하는 데 사용될 수 있다. 예를 들어, Magee 외는 초음파 유도 바늘 삽입 훈련 시뮬레이션에서 증강 현실의 사용을 설명한다. 최근 증강 현실은 시술 전 많은 양의 영상이 필요한 신경외과 분야에서 채택되기 시작했다.
스마트글래스는 수술실에 통합되어 수술 절차를 돕고, 환자 데이터를 편리하게 표시하며, 외과 의사를 위한 정밀한 시각적 가이드를 중첩할 수 있다. 마이크로소프트 홀로렌즈와 같은 증강 현실 헤드셋은 향상된 훈련 플랫폼을 제공할 뿐만 아니라 의사 간의 효율적인 정보 공유를 가능하게 할 것으로 이론화되었다. 이는 특정 상황(예: 전염병에 감염된 환자)에서 의사의 안전을 향상시키고 PPE 사용을 줄일 수 있다. 혼합 현실은 의료 분야를 향상시킬 잠재력이 많지만, 몇 가지 단점도 있다. 기술은 환자가 있는 시나리오에 완전히 통합되지 않을 수 있는데, 이는 의사가 환자를 볼 수 없는 것에 대한 윤리적 우려가 있기 때문이다. 혼합 현실은 의료 교육에도 유용하다. 예를 들어, 2022년 세계 경제 포럼 보고서에 따르면, Case Western Reserve University의 1학년 의대생 중 85%가 해부학 교육을 위한 혼합 현실이 대면 수업과 "동등"하거나 "더 낫다"고 보고했다.

### 공간 몰입 및 상호 작용
가상 현실 헤드셋으로 활용되는 휴대용 장치에서 실행되는 증강 현실 애플리케이션은 공간 내 인간의 존재를 디지털화하고, 가상 공간에서 상호 작용하며 다양한 행동을 수행할 수 있는 컴퓨터 생성 모델을 제공할 수도 있다. 이러한 기능은 ETH 취리히의 대학원생이 개발한 Project Anywhere에서 시연되었으며, 이는 "체외 경험"이라고 불렸다.

### 비행 훈련
실험 심리학의 수십 년간의 지각-운동 연구를 바탕으로, 일리노이 어배너-섐페인 대학교 항공 연구소의 연구원들은 비행 시뮬레이터를 사용하여 비행 학생들에게 비행기를 착륙시키는 방법을 가르치기 위해 하늘에 비행 경로 형태로 증강 현실을 사용했다. 학생들이 비행 경로에서 벗어날 때만 증강을 보여주는 적응형 증강 일정은 일정한 일정보다 더 효과적인 훈련 개입으로 입증되었다. 시뮬레이터에서 적응형 증강을 통해 착륙 훈련을 받은 비행 학생들은 시뮬레이터에서 동일한 양의 착륙 훈련을 받았지만 일정한 증강이 있거나 증강이 없는 학생들보다 경비행기를 더 빨리 착륙하는 방법을 배웠다.

### 군사

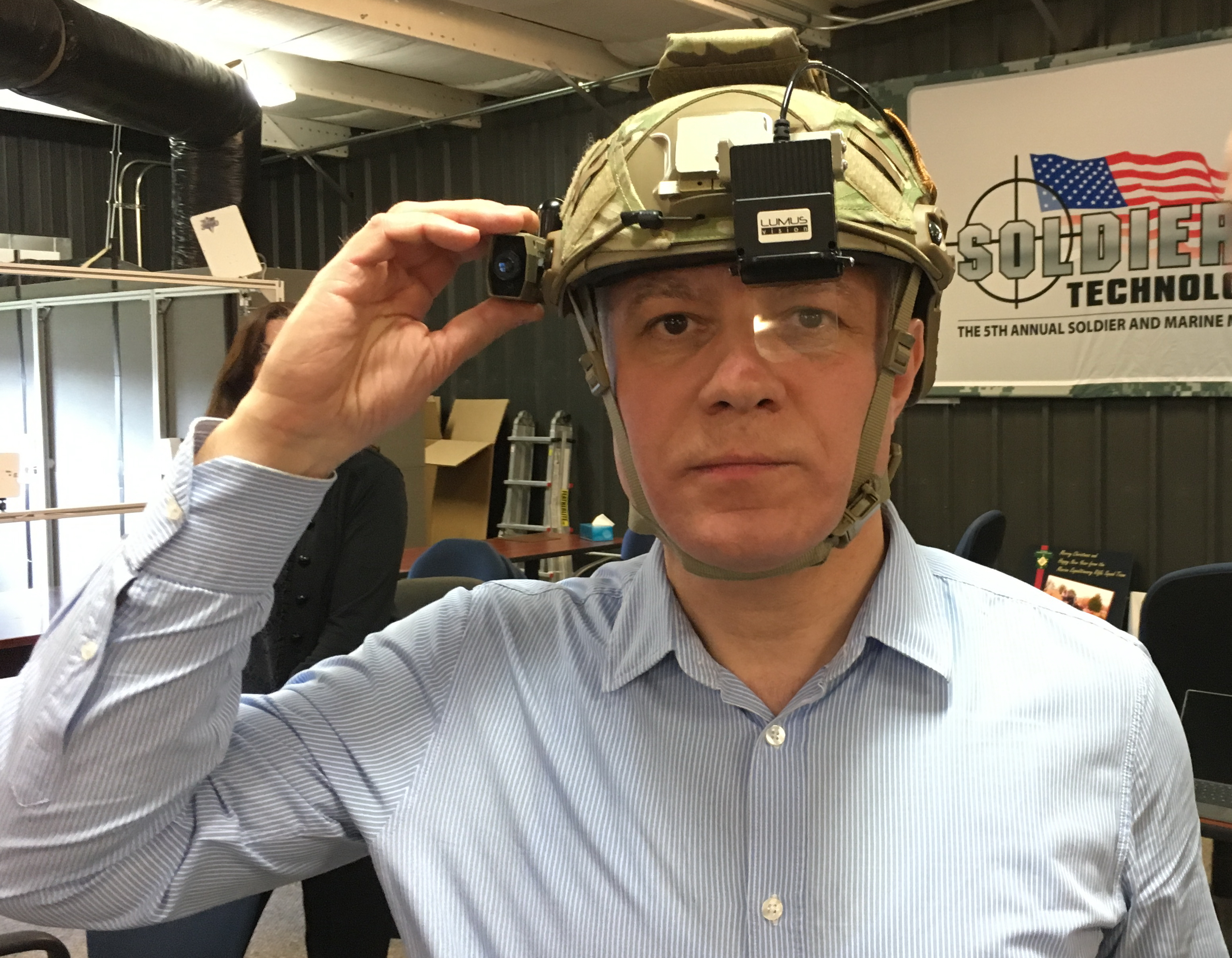
병사 ARC4를 위한 증강 현실 시스템 (미국 육군 2017)

최초의 완전 몰입형 시스템은 1992년 미국 공군 암스트롱 연구소의 루이스 로젠버그가 개발한 가상 고정 장치 플랫폼이었다. 이 시스템은 인간 사용자가 실제 물리적 객체와 인간 조작 작업의 성능을 향상시키기 위해 추가된 3D 가상 오버레이("고정 장치")가 포함된 실제 환경에서 로봇을 제어할 수 있도록 했다. 발표된 연구에 따르면 가상 객체를 실제 세계에 도입함으로써 인간 조작자의 성능이 크게 향상될 수 있었다.
흥미로운 초기 AR 응용 프로그램은 로크웰 인터내셔널이 공군 마우이 광학 시스템에서 우주 관측을 돕기 위해 위성 및 궤도 파편 궤적의 비디오 맵 오버레이를 만들었을 때 발생했다. 1993년 논문 "Debris Correlation Using the Rockwell WorldView System"에서 저자는 우주 감시 망원경의 비디오에 적용된 맵 오버레이 사용에 대해 설명한다. 맵 오버레이는 지리적 좌표에서 다양한 객체의 궤적을 나타냈다. 이를 통해 망원경 운영자는 위성을 식별하고 잠재적으로 위험한 우주 파편을 식별하고 분류할 수 있었다.
2003년부터 미국 육군은 SmartCam3D 증강 현실 시스템을 Shadow 무인 항공 시스템에 통합하여 망원경 카메라를 사용하는 센서 운영자가 사람이나 관심 지점을 찾는 것을 돕는다. 이 시스템은 거리 이름, 관심 지점, 공항, 철도 등 고정된 지리 정보를 카메라 시스템의 라이브 비디오와 결합한다. 이 시스템은 카메라의 시야 주변 영역의 합성 보기를 보여주는 "사진 속 사진" 모드를 제공한다. 이는 시야가 너무 좁아서 중요한 맥락을 배제하는 "빨대 구멍으로 보는 듯한" 문제를 해결하는 데 도움이 된다. 이 시스템은 라이브 비디오와 혼합된 실시간 아군/적/중립 위치 마커를 표시하여 운영자에게 향상된 상황 인식을 제공한다.
전투 현실은 복잡하고 계층화된 데이터와 시각 보조 도구로 시뮬레이션되고 표현될 수 있으며, 대부분은 사용자의 머리에 착용할 수 있는 모든 디스플레이 기술을 포함하는 헤드 마운티드 디스플레이(HMD)이다. 군사 훈련 솔루션은 종종 상용 기성품(COTS) 기술을 기반으로 구축되며, 예를 들어 Improbable의 합성 환경 플랫폼, Virtual Battlespace 3 및 VirTra가 있으며, 후자의 두 플랫폼은 미국 육군에서 사용된다. 2018년 기준, VirTra는 민간 및 군사 법 집행 기관에서 활동 중인 총격범, 가정 폭력, 군사 교통 단속 등 다양한 시나리오에서 인력을 훈련하는 데 사용되고 있다. 
2017년, 미국 육군은 혼합 현실을 포함할 것으로 예상되는 훈련 목적의 기술 집합인 STE(Synthetic Training Environment)를 개발 중이었다. 2018년 기준, STE는 아직 개발 중이며 예상 완료일은 정해지지 않았다. STE의 기록된 목표 중 일부는 사실성을 높이고 시뮬레이션 훈련 기능을 증가시키며 다른 시스템에도 STE를 사용할 수 있도록 하는 것이었다.
STE와 같은 혼합 현실 환경은 훈련 중 소모되는 탄약의 양을 줄이는 것과 같이 훈련 비용을 절감할 수 있다고 주장되었다. 2018년에는 STE가 훈련 목적을 위해 전 세계 지형의 어떤 부분이라도 표현할 수 있도록 포함될 것이라고 보고되었다. STE는 스트라이커 장갑차, 병기고, 보병 팀을 포함한 분대 여단 및 전투 팀을 위한 다양한 훈련 기회를 제공할 것이다.
미 공군 연구소(칼훈, 드래퍼 외)의 연구원들은 이 기술을 사용하여 UAV 센서 운영자가 관심 지점을 찾는 속도가 약 두 배 증가한 것을 발견했다. 지리적 인식을 유지하는 이 능력은 임무 효율성을 양적으로 향상시킨다. 이 시스템은 미국 육군의 RQ-7 Shadow와 MQ-1C Gray Eagle 무인 항공 시스템에 사용되고 있다.
전투에서 AR은 유용한 전장 데이터를 병사의 고글에 실시간으로 렌더링하는 네트워크 통신 시스템 역할을 할 수 있다. 병사의 시점에서 사람과 다양한 물체는 잠재적 위험을 경고하는 특별한 지표로 표시될 수 있다. 가상 지도와 360도 시야 카메라 영상도 렌더링되어 병사의 내비게이션 및 전장 시야를 돕고, 이는 원격 지휘소의 군사 지도자에게 전송될 수 있다. 360도 시야 카메라 시각화와 AR의 조합은 전투 차량 및 전차에 탑재되어 순환 검토 시스템으로 사용될 수 있다.
AR은 지형 내 탄약 저장소의 3D 위상을 가상으로 매핑하는 효과적인 도구가 될 수 있으며, 스택 내 탄약 조합 선택과 그 사이의 거리, 그리고 위험 지역 시각화를 포함한다. AR 응용 프로그램의 범위는 내장된 탄약 모니터링 센서의 데이터 시각화도 포함한다.

### 내비게이션

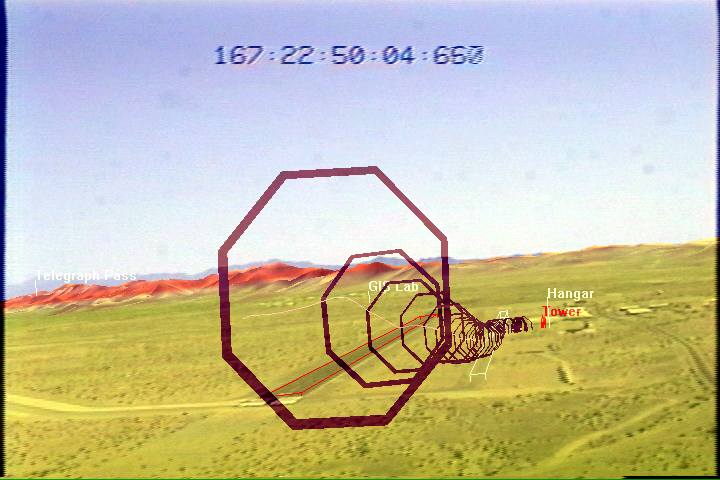
1999년 헬리콥터 비행 테스트 중 활주로, 도로, 건물을 표시하는 LandForm 비디오 맵 오버레이

NASA X-38은 1998년부터 2002년까지 비행 테스트 동안 우주선의 향상된 내비게이션을 제공하기 위해 지도 데이터를 비디오에 오버레이하는 하이브리드 합성 비전 시스템을 사용하여 비행했다. 이 시스템은 LandForm 소프트웨어를 사용했는데, 이는 시야가 제한된 경우에 유용했으며, 비디오 카메라 창이 서리낀 경우에도 우주 비행사들이 지도 오버레이에 의존해야 했던 경우도 있었다. LandForm 소프트웨어는 1999년 육군 유마 프로빙 그라운드에서도 시험 비행되었다. 오른쪽 사진에서 활주로, 항공 교통 관제탑, 유도로, 격납고를 나타내는 지도 마커가 비디오 위에 오버레이된 것을 볼 수 있다.
AR은 내비게이션 장치의 효율성을 높일 수 있다. 목적지 방향 및 거리, 날씨, 지형, 도로 상태 및 교통 정보는 물론 경로상의 잠재적 위험에 대한 경고를 자동차 앞유리에 표시할 수 있다. 2012년부터 스위스 기반의 회사 웨이레이는 홀로그래픽 광학 요소를 사용하여 방향, 중요한 알림 및 관심 지점을 운전자의 시야에 차량보다 훨씬 멀리 투사하는 홀로그래픽 AR 내비게이션 시스템을 개발해왔다. 해상 선박에서 AR은 선교 당직자들이 선교를 이동하거나 다른 작업을 수행하는 동안 선박의 항해 방향 및 속도와 같은 중요한 정보를 지속적으로 모니터링할 수 있도록 한다.

### 작업장
연구 프로젝트에서 AR은 현지 및 가상 참가자와 함께 컨퍼런스를 통해 분산된 팀원 간의 협업을 촉진하는 데 사용되었다. AR 작업에는 터치스크린 테이블, 대화형 디지털 화이트보드, 공유 디자인 공간 및 분산 제어실을 통한 공통 시각화를 활용하는 브레인스토밍 및 토론 회의가 포함되었다.
산업 환경에서 증강 현실은 제품 설계 및 신제품 도입(NPI)부터 제조, 서비스 및 유지 보수, 자재 처리 및 유통에 이르기까지 제품 수명 주기의 모든 측면에서 상당한 영향을 미치는 사용 사례를 보여주고 있다. 예를 들어, 시스템의 부품에 라벨을 표시하여 시스템 유지 보수를 수행하는 정비사에게 작동 지침을 명확히 할 수 있다. 조립 라인은 AR 사용으로 이점을 얻었다. 보잉 외에도 BMW와 폭스바겐은 공정 개선 모니터링을 위해 이 기술을 조립 라인에 통합한 것으로 알려져 있다. 큰 기계는 여러 겹의 구조물 때문에 유지보수가 어렵다. AR은 마치 엑스선처럼 기계를 들여다볼 수 있게 하여 문제를 즉시 파악할 수 있도록 한다.
AR 기술이 발전함에 따라 기업 환경에서 AR의 영향력은 커졌다. 하버드 비즈니스 리뷰에서 마기드 아브라함(Magid Abraham)과 마르코 안누치아타(Marco Annunziata)는 AR 장치가 이제 "이전 훈련 없이도 처음 사용하는 다양한 작업에서 작업자 생산성을 높이는 데" 사용되고 있다고 논의했다. 그들은 "이러한 기술은 작업자를 더 숙련되고 효율적으로 만들어 생산성을 높이며, 따라서 더 많은 경제 성장과 더 나은 일자리를 창출할 잠재력을 가지고 있다"고 주장한다.
기계 유지보수 또한 혼합 현실의 도움으로 실행될 수 있다. 여러 제조 위치와 많은 기계를 보유한 대기업은 혼합 현실을 사용하여 직원을 교육하고 지시할 수 있다. 기계는 정기적인 점검이 필요하며, 때때로 조정되어야 한다. 이러한 조정은 주로 사람이 수행하므로 직원은 필요한 조정에 대해 정보를 받아야 한다. 혼합 현실을 사용하면 여러 위치의 직원이 헤드셋을 착용하고 변경 사항에 대한 실시간 지침을 받을 수 있다. 강사는 모든 직원이 보는 표현을 조작할 수 있으며, 생산 영역을 이동하며 기술적 세부 사항을 확대하고 필요한 모든 변경 사항을 설명할 수 있다. 이러한 혼합 현실 프로그램으로 5분간의 훈련 세션을 완료한 직원은 50페이지 분량의 훈련 매뉴얼을 읽는 것과 동일한 학습 결과를 얻는 것으로 나타났다. 이 환경의 확장은 작동 중인 기계의 실시간 데이터를 가상 협업 공간에 통합하고, 이를 장비의 3차원 가상 모델과 연결하는 것이다. 이를 통해 실제 환경에서는 어려웠을 유지보수, 운영 및 안전 작업 프로세스를 훈련하고 실행할 수 있으며, 물리적 위치와 상관없이 전문 지식을 활용할 수 있다.

### 제품 콘텐츠 관리
증강 현실이 등장하기 전의 제품 콘텐츠 관리는 주로 브로슈어와 이 2차원 영역을 벗어난 고객-제품 참여가 거의 없었다. 증강 현실 기술의 발전과 함께 새로운 형태의 대화형 제품 콘텐츠 관리가 등장했다. 가장 주목할 만한 것은 일반적으로 2차원 제품의 3차원 디지털 렌더링이 소비자-제품 상호 작용의 도달 가능성과 효율성을 높였다는 점이다.
증강 현실을 통해 판매자는 고객에게 특정 상품이 그들의 요구에 얼마나 잘 맞는지 보여줄 수 있다. 판매자는 특정 제품이 구매자의 집에 어떻게 들어맞을지 시연할 수 있다. 구매자는 VR의 도움을 받아 가상으로 제품을 선택하고 돌려보며 원하는 위치에 배치할 수 있다. 이는 구매자의 구매 확신을 높이고 반품 횟수를 줄인다. 건축 회사는 고객이 원하는 집을 가상으로 방문할 수 있도록 허용한다.

### 기능적 목업
증강 현실은 물리적 요소와 디지털 요소를 결합한 목업을 구축하는 데 사용될 수 있다. 위치 측정 및 동시 지도화(SLAM)를 사용하면 목업은 물리적 세계와 상호 작용하여 대상 영속성과 같이 일반적으로 디지털 및 물리적 보조 도구 없이는 추적 및 분석이 불가능하거나 극히 어려웠을 더 사실적인 감각 경험을 제어할 수 있다.

### 방송 및 라이브 이벤트
날씨 시각화는 텔레비전에서 증강 현실의 첫 번째 응용 프로그램이었다. 이제 여러 카메라 및 기타 이미징 장치에서 실시간으로 캡처된 이미지의 풀 모션 비디오를 표시하는 것이 날씨 예측에서 일반적이 되었다. 3D 그래픽 기호와 일반적인 가상 지리 공간 모델에 매핑된 이러한 애니메이션 시각화는 TV에 대한 AR의 첫 번째 진정한 응용 프로그램을 구성한다.
AR은 스포츠 중계에서 흔히 사용된다. 스포츠 및 엔터테인먼트 장소는 청중의 향상된 시청을 위해 추적된 카메라 피드를 통해 투명 및 오버레이 증강을 제공받는다. 예를 들어 미식축구 경기 중계에서 공격팀이 첫 다운을 얻기 위해 넘어야 하는 노란색 "퍼스트 다운" 라인이 있다. AR은 또한 축구 및 기타 스포츠 행사와 관련하여 경기장 위에 상업 광고를 오버레이하여 표시하는 데 사용된다. 럭비 필드 및 크리켓 피치 일부도 스폰서 이미지를 표시한다. 수영 중계는 종종 현재 기록 보유자의 위치를 나타내기 위해 레인에 선을 추가하여 시청자가 현재 경기를 최고 기록과 비교할 수 있도록 한다. 다른 예로는 하키 퍽 추적 및 경주용 자동차 성능 주석 및 스누커 공 궤적 등이 있다.
AR은 콘서트 및 연극 공연을 향상시키는 데 사용되어 왔다. 예를 들어, 예술가들은 다른 밴드/사용자 그룹의 공연에 자신의 공연을 추가하여 청취 경험을 증강할 수 있도록 한다.

### 관광 및 관광 명소
여행자는 AR을 사용하여 위치, 기능, 이전 방문자가 제공한 의견 또는 콘텐츠에 대한 실시간 정보 표시를 액세스할 수 있다. 고급 AR 응용 프로그램에는 역사적 사건, 장소 및 객체의 시뮬레이션이 풍경에 렌더링되는 것이 포함된다.
지리적 위치와 연결된 AR 응용 프로그램은 오디오를 통해 위치 정보를 제공하며, 특정 장소에서 사용자에게 보이는 관심 지점을 안내한다.

### 번역
Word Lens와 같은 AR 애플리케이션은 간판과 메뉴의 외국어 텍스트를 해석하고, 사용자의 증강된 시야에서 텍스트를 사용자의 언어로 다시 표시할 수 있다. 외국어 음성 단어는 번역되어 사용자의 시야에 인쇄된 자막으로 표시될 수 있다.

### 음악
증강 현실은 새로운 음악 제작 방법, 음악 믹싱, 제어 및 음악 시각화에 사용될 수 있다고 제안되었다.

### 로봇의 인간-루프 작동
최근 혼합 현실 기술의 발전은 인간-로봇 상호 작용을 위한 대체 통신 모드에 대한 관심을 다시 불러일으켰다. 마이크로소프트 홀로렌즈와 같은 증강 현실 헤드셋을 착용한 인간 조작자는 디지털 공장 설정에서 현장에서 로봇 및 리프팅 기계를 조작(제어 및 모니터링)할 수 있다. 이 사용 사례는 일반적으로 혼합 현실 인터페이스와 기계/공정/시스템 간의 실시간 데이터 통신을 필요로 하며, 이는 디지털 트윈 기술을 통합하여 가능할 수 있다.

## 앱
스냅챗 사용자는 증강 현실 기능에 액세스할 수 있다. 2017년 9월 스냅챗은 앱에서 사용할 수 있는 "Sky Filters"라는 기능을 발표했다. 이 새로운 기능은 증강 현실을 활용하여 하늘 사진의 모양을 변경하며, 사용자가 다른 사진에 앱의 필터를 적용하는 방식과 유사하다. 사용자는 별이 빛나는 밤, 폭풍우 치는 구름, 아름다운 일몰, 무지개와 같은 하늘 필터 중에서 선택할 수 있다.
구글은 픽셀 폰에 구글 지도용 증강 현실 기능을 출시했는데, 이 기능은 사용자의 위치를 식별하고 장치 화면에 표지판과 화살표를 표시하여 사용자에게 내비게이션 방향을 보여준다.

## 우려 사항

### 현실 수정
포켓몬 GO라는 논문에서 퍼듀 대학교 크래너트 경영대학원의 연구원들은 이 게임이 "사용자들이 운전 중에 게임을 할 수 있는 포켓스톱이라는 장소 근처에서 차량 충돌 및 관련 차량 손상, 인명 피해, 사망자 수가 불균형적으로 증가했다"고 주장했다. 한 지자체의 데이터를 사용하여 이 논문은 전국적으로 어떤 의미를 가질 수 있는지 추론했으며, "포켓몬 GO 도입으로 인한 충돌 증가가 2016년 7월 6일부터 2016년 11월 30일까지 145,632건, 관련 부상자 수 29,370명 증가, 관련 사망자 수 256명 증가"로 결론지었다. 저자들은 같은 기간 동안 해당 충돌 및 사망으로 인한 비용을 20억 달러에서 73억 달러 사이로 추정했다. 더욱이, 조사 대상의 고급 인터넷 사용자 세 명 중 한 명 이상이 쓰레기나 낙서와 같은 방해 요소를 제거하고 싶어한다. 그들은 심지어 거리 표지판, 광고판 광고, 흥미롭지 않은 쇼핑 창을 지워 주변 환경을 수정하고 싶어한다. 소비자들은 증강 현실 안경을 사용하여 주변 환경을 자신의 개인적인 의견을 반영하는 것으로 바꾸고 싶어한다. 다섯 명 중 두 명 정도는 주변 환경의 모습과 심지어 사람들이 자신에게 어떻게 보이는지 바꾸고 싶어한다.

### 개인 정보 보호 문제
3D 추적 또는 비디오 패스스루를 위해 카메라를 사용하는 증강 현실 장치는 실시간으로 환경을 기록하고 분석하는 장치의 능력에 의존한다. 이 때문에 개인 정보 보호에 대한 잠재적인 법적 우려가 있다.
2024년 말, 메타와 레이밴의 스마트 안경 협업은 심각한 개인 정보 보호 문제로 인해 더욱 강화된 감시를 받게 되었다. 주목할 만한 사건은 두 명의 하버드 학생들이 안경의 카메라와 얼굴 인식 소프트웨어를 함께 사용하여 실시간으로 사람들을 식별하는 I-XRAY라는 프로그램을 개발한 사건이었다.
최근 연구에 따르면, 사용자들은 증강 현실 스마트 안경이 다른 사람의 사생활을 침해하여, 잠재적으로 상호 작용 중에 동료들이 불편함을 느끼거나 덜 개방적으로 될 수 있다는 점을 특히 우려한다.
미국 수정 헌법 제1조는 공익을 위해 그러한 녹화를 허용하지만, AR 장치의 지속적인 녹화는 공공 영역 밖에서도 녹화하는 것을 피하기 어렵게 만든다. 법적 복잡성은 특정 수준의 사생활이 기대되거나 저작권이 있는 미디어가 표시되는 영역에서 발생할 수 있다.
개인 정보 보호 측면에서는 주어진 사람에 대해 쉽게 접근할 수 없는 정보에 쉽게 접근할 수 있다는 문제가 존재한다. 이는 얼굴 인식 기술을 통해 가능하다. AR이 사용자가 보는 사람에 대한 정보를 자동으로 전달한다고 가정하면, 소셜 미디어, 범죄 기록, 혼인 여부 등 모든 것을 볼 수 있을 수 있다.

## 저명한 연구자
- 로널드 아즈마는 AR 분야의 과학자이자 저자이다.
- 제리 엘스워스는 밸브 코퍼레이션에서 증강 현실(AR) 연구를 주도했으며, 나중에 그 연구를 자신의 스타트업인 CastAR로 가져갔다. 2013년에 설립된 이 회사는 결국 문을 닫았다. 나중에 그녀는 동일한 기술을 기반으로 한 또 다른 스타트업인 Tilt Five를 만들었다. 이것은 디지털 보드 게임용 장치를 만드는 것을 목적으로 그녀가 설립한 또 다른 AR 스타트업이었다.[320]
- 스티브 맨은 1970년대와 1980년대에 카메라, 프로세서, 디스플레이 시스템을 사용하여 시각적 현실을 수정하여 사람들이 더 잘 볼 수 있도록(동적 범위 관리) 컴퓨터화된 용접 헬멧과 일상 생활에서 사용할 "증강 현실" 비전 시스템을 구축하는 매개 현실의 초기 개념을 공식화했다. 그는 또한 메타의 고문이기도 하다.[321]
- 디터 슈말슈티그와 다니엘 바그너는 2009년 휴대폰 및 PDA용 마커 추적 시스템을 개발했다.[322]
- 아이번 서덜랜드는 하버드 대학교에서 최초의 VR 헤드 마운티드 디스플레이를 발명했다.

## 같이 보기
- 가상현실
  - 완전몰입 가상현실(full-immersion virtual reality, FIVR)
- 착용 컴퓨터
- 양자 컴퓨팅(양자 컴퓨터)
- 유비쿼터스 컴퓨팅
- 헤드 마운티드 디스플레이(HMD)
- 포켓몬고
- 인그레스
- 매치 무빙(en:Match moving, 3D 카메라 트랙킹)